# Vallée et coteaux du Boulou
Le site Vallée et coteaux du Boulou est une ZNIEFF française du département de la Dordogne, en région Nouvelle-Aquitaine.

## Situation
Dans le nord du département de la Dordogne, en partie à l'intérieur du parc naturel régional Périgord-Limousin, le site « Vallée et coteaux du Boulou », s'étend sur 1 645,66 hectares, sur le territoire de six communes (Bourdeilles, La Chapelle-Montmoreau, Creyssac, Paussac-et-Saint-Vivien, Saint-Félix-de-Bourdeilles, Sceau-Saint-Angel et quatre anciennes communes : La Gonterie-Boulouneix, Saint-Crépin-de-Richemont et Saint-Julien-de-Bourdeilles intégrées à la commune nouvelle de Brantôme en Périgord, ainsi que partiellement, à l'est, au sud et au sud-ouest de Puygombert, Léguillac-de-Cercles, intégrée à la commune nouvelle de Mareuil en Périgord.
Environ 30 % de la superficie de cette zone se trouve sur le territoire de Saint-Crépin-de-Richemont, 20 à 22 % sur ceux de La Gonterie-Boulouneix et Paussac-et-Saint-Vivien, 5 à 7 % pour les territoires de La Chapelle-Montmoreau, Saint-Félix-de-Bourdeilles, Saint-Julien-de-Bourdeilles et Sceau-Saint-Angel, 3 % pour celui de Bourdeilles, et moins de 1 % pour Creyssac et Léguillac-de-Cercles.
La zone s'étage entre 90 et 230 mètres d'altitude sur des coteaux qui bordent plusieurs cours d'eau : la quasi-totalité du cours du Boulou, depuis sa source jusqu'à la route départementale 106, située 200 mètres avant sa confluence avec la Dronne ainsi que ses affluents, le Belaygue sur les cinq derniers kilomètres, en aval de la route de Boulouneix à Saint-Julien-de-Bourdeilles, et le Jallieu sur les trois derniers kilomètres, en aval du Moulin de la Berterie.

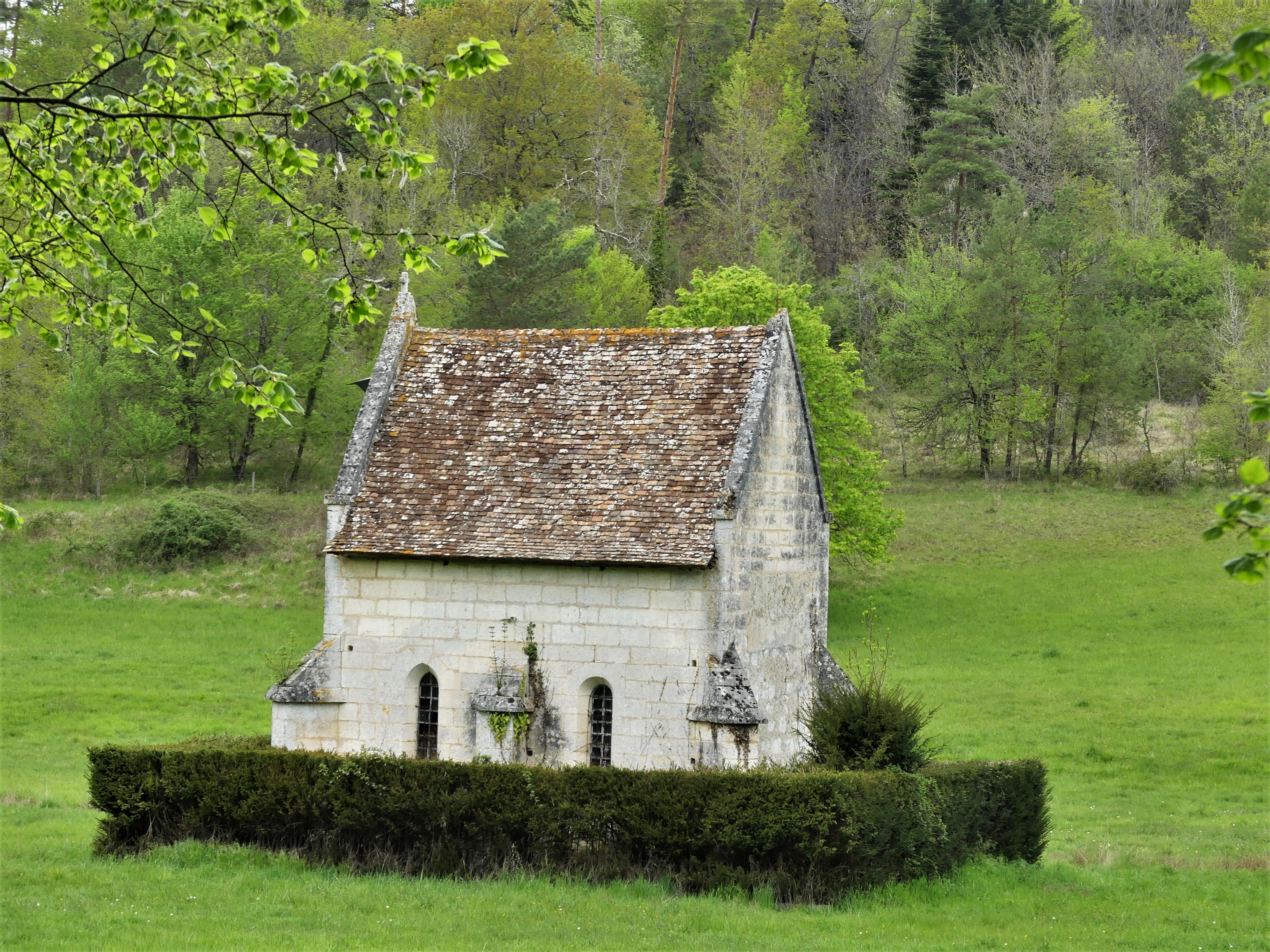
La chapelle de La Pouyade dans le vallon du Boulou, à Sceau-Saint-Angel.
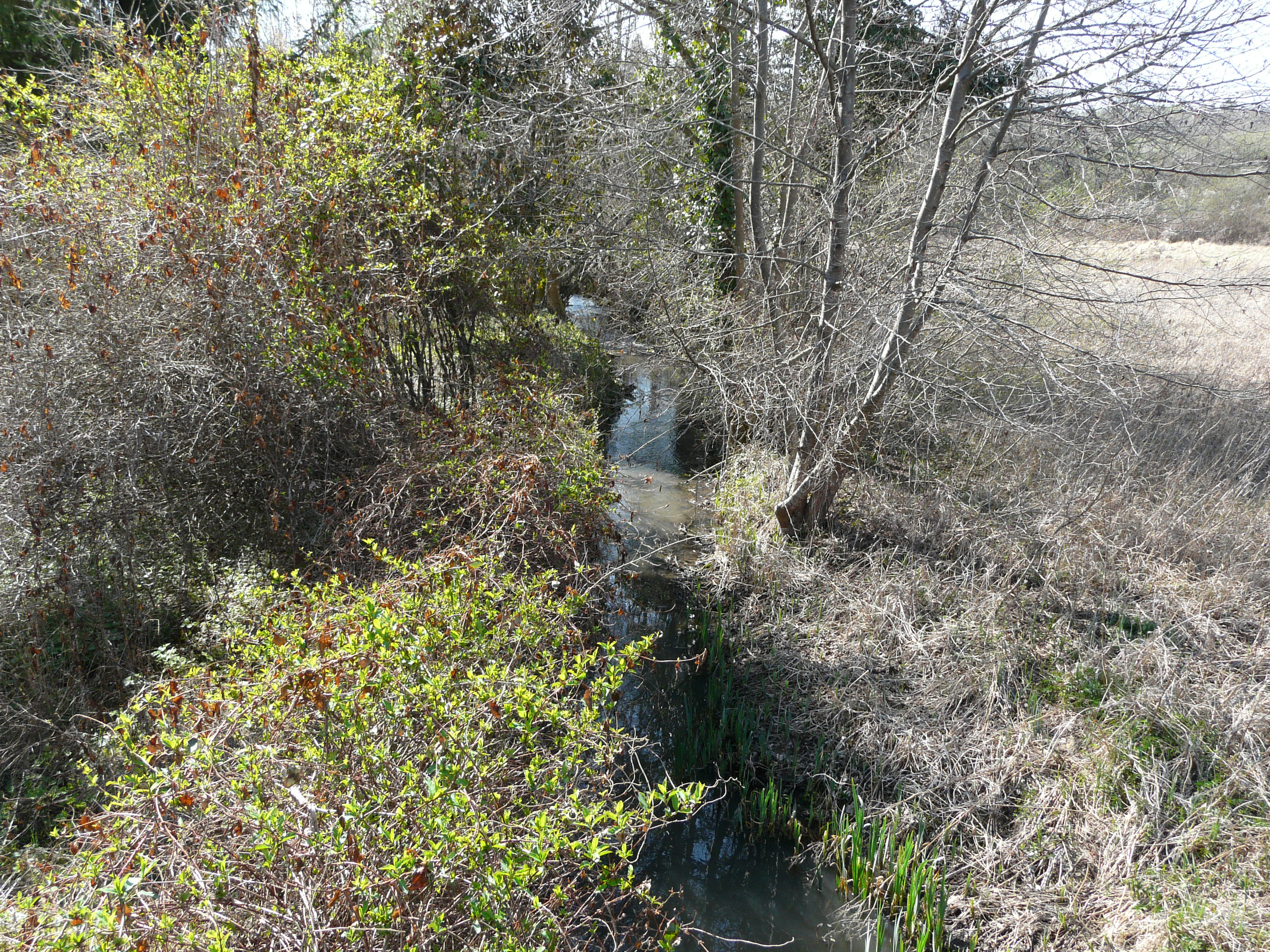
Le Boulou à La Chapelle-Montmoreau.
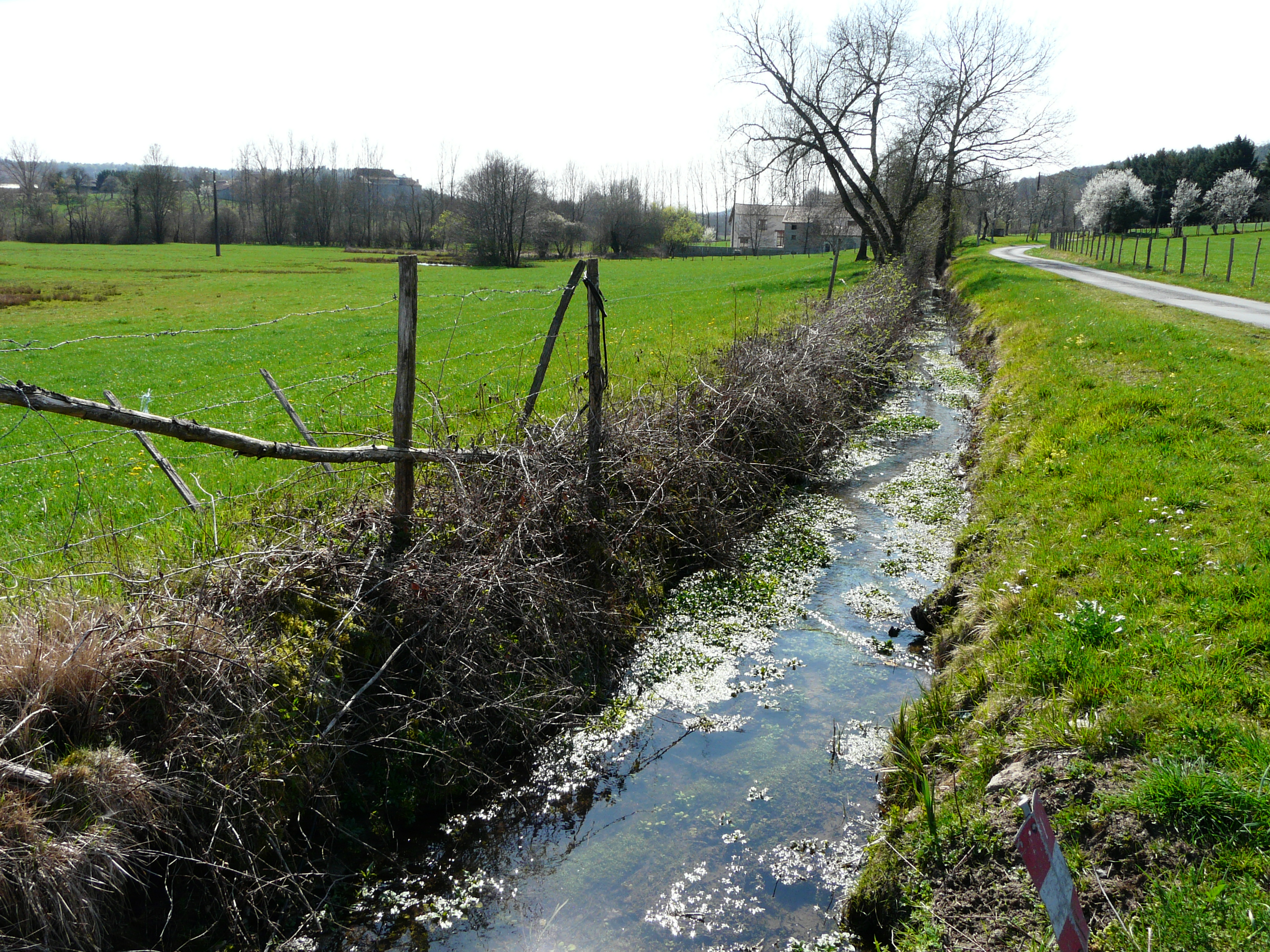
Le bras supérieur du Boulou à Saint-Crépin-de-Richemont, près du lieu-dit les Brageaux.
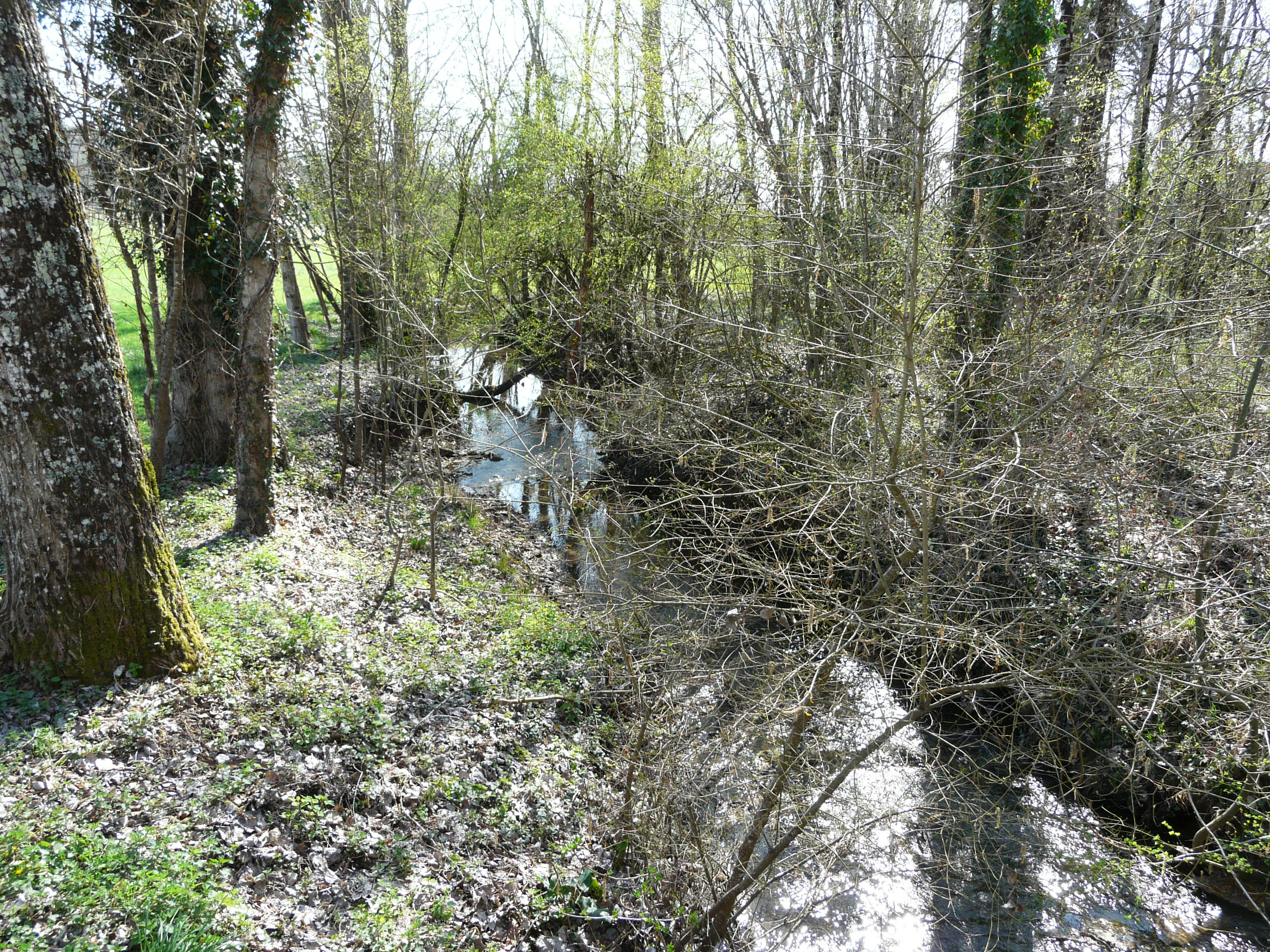
Le Boulou au nord du village de Saint-Crépin-de-Richemont.
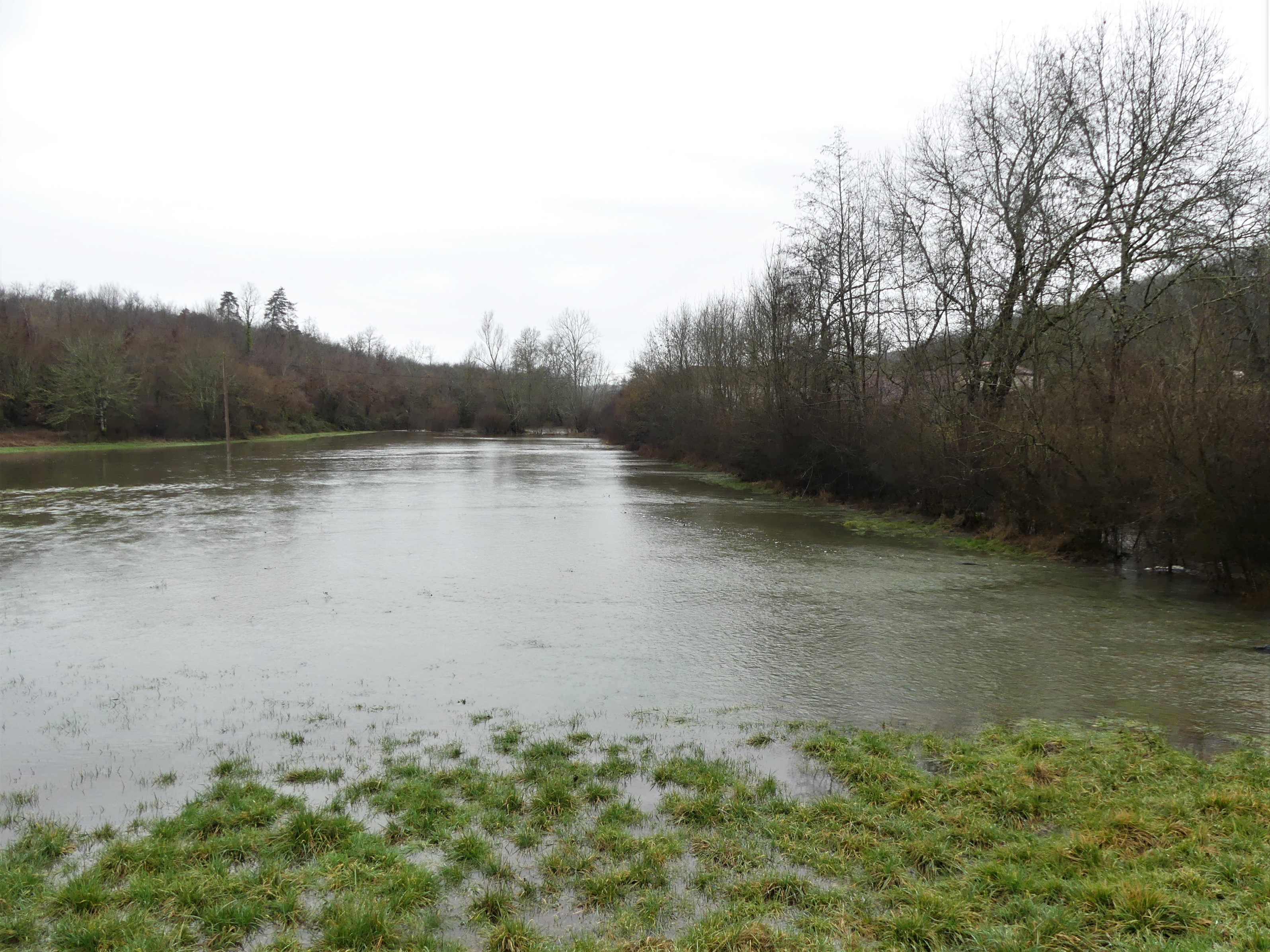
La vallée du Boulou inondée en février 2021 au niveau de la RD 939.

## Description
Le site « Vallée et coteaux du Boulou » est une zone naturelle d'intérêt écologique, faunistique et floristique (ZNIEFF) de type II, c'est-à-dire qu'elle représente un ensemble naturel riche ou peu modifié, qui offre des potentialités biologiques importantes. Elle possède un rôle fonctionnel ainsi qu'une cohérence écologique et paysagère et inclut trois ZNIEFF de type I plus restreintes : la « Zone tourbeuse du Bois d'Enfer », « Réseau hydrographique et coteaux du Boulou amont » et « Réseau hydrographique et coteaux du Boulou aval ». La superficie de la ZNIEFF de type II est plus de deux fois supérieure à la somme de celles des trois ZNIEFF de type I qu'elle inclut, notamment par la présence de zones de jonction entre les trois ZNIEFF de type I mais aussi par une prise en compte plus étendue des coteaux, principalement dans la partie aval.
La ZNIEFF « Vallée et coteaux du Boulou » est essentiellement composée des vallées des cours d'eau, parfois très encaissées, et des coteaux calcaires qui les bordent ; son intérêt majeur réside dans la présence de quarante espèces déterminantes dont trente-sept animaux (cinq amphibiens, un crustacé, quinze insectes, sept mammifères, sept oiseaux et deux reptiles) et trois plantes.
Des recensements y ont été effectués aux niveaux faunistique et floristique.
La vallée du Boulou représente « un intérêt national » par la « richesse exceptionnelle » en espèces d'insectes, notamment en Lépidoptères et en Odonates.

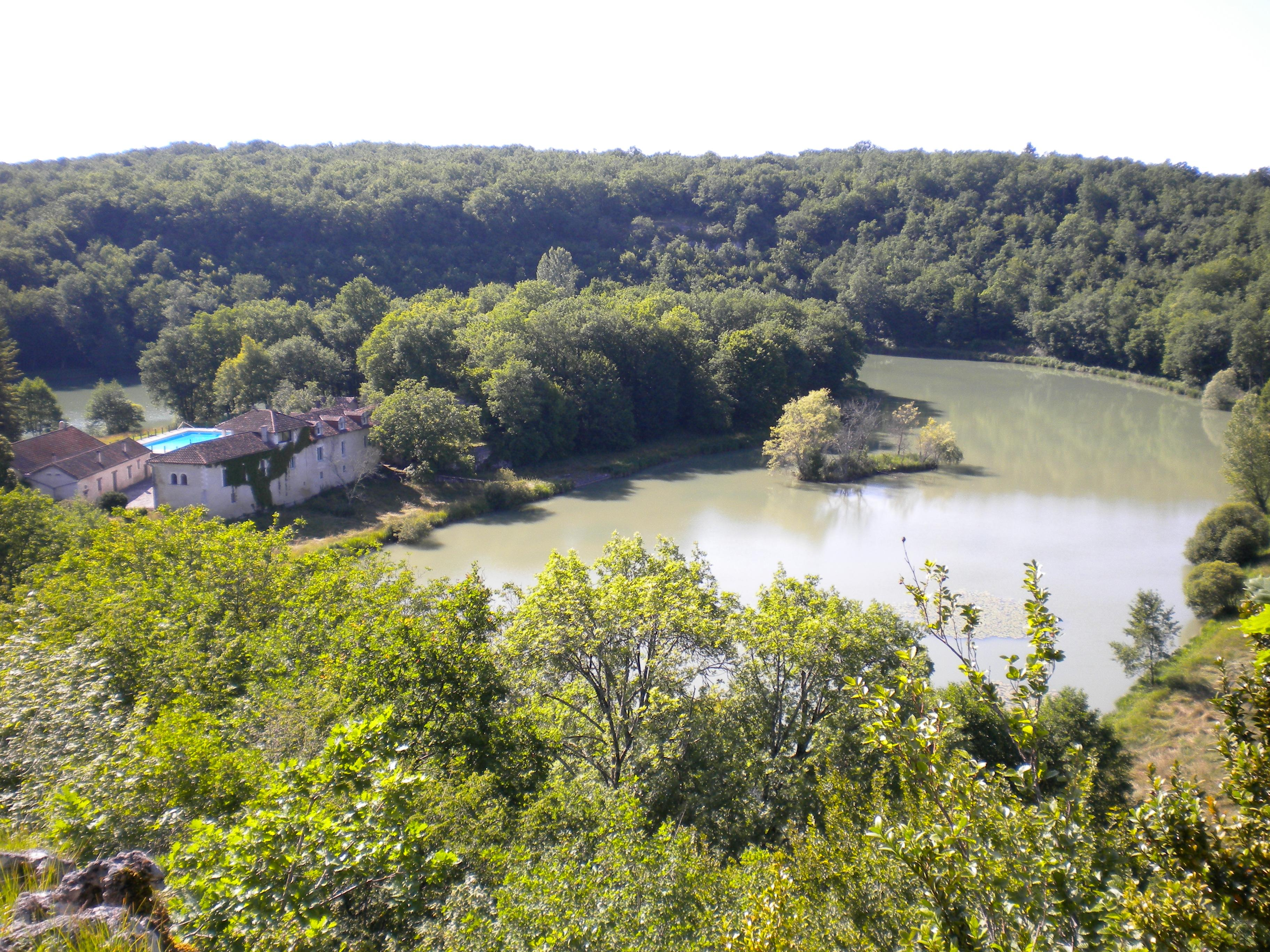
L'étang de Tabaterie à La Gonterie-Boulouneix.
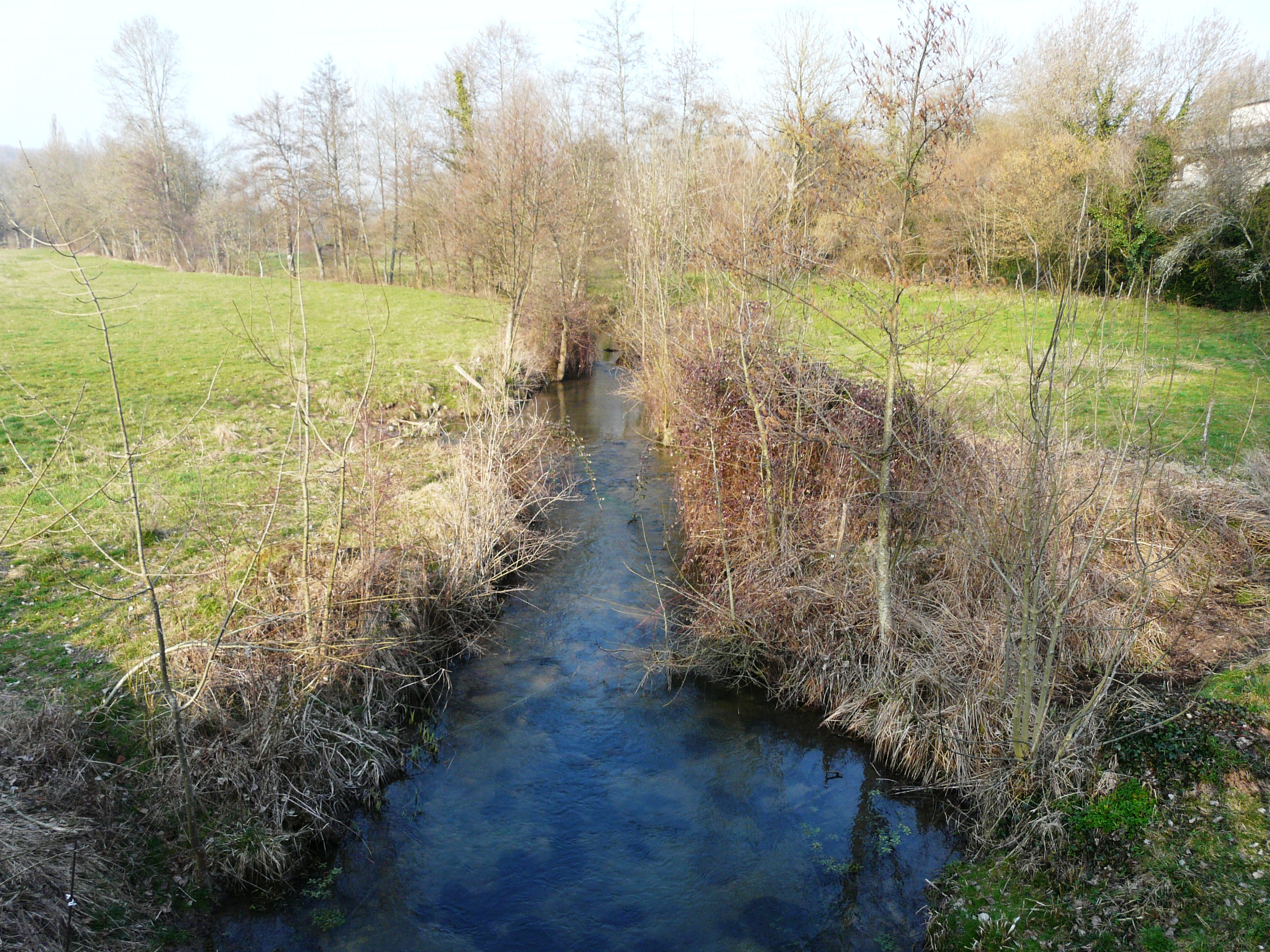
Le Boulou au lieu-dit le Moulin des Guichards à Paussac-et-Saint-Vivien.
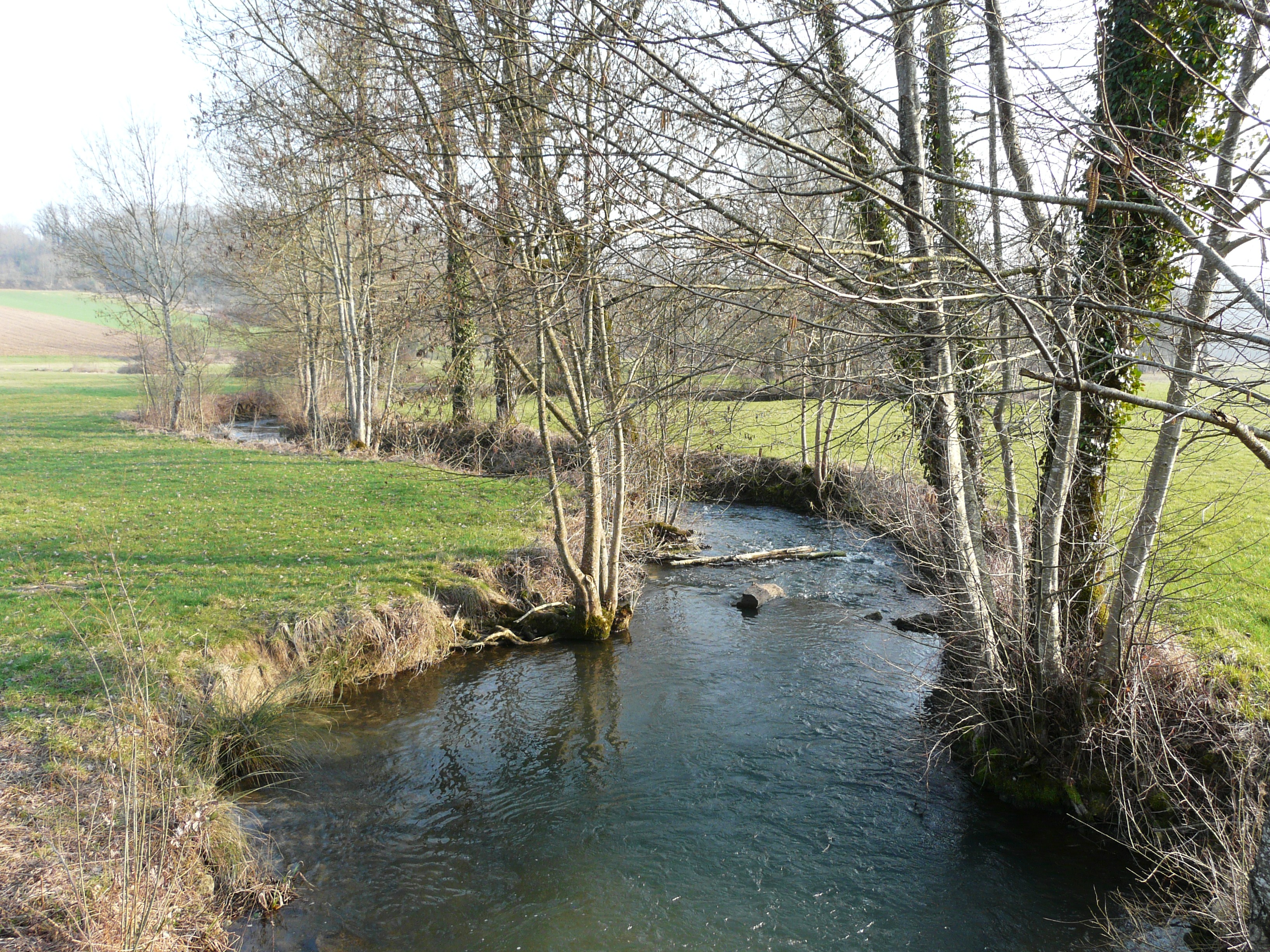
Le Boulou près du lieu-dit les Farges, à Paussac-et-Saint-Vivien.
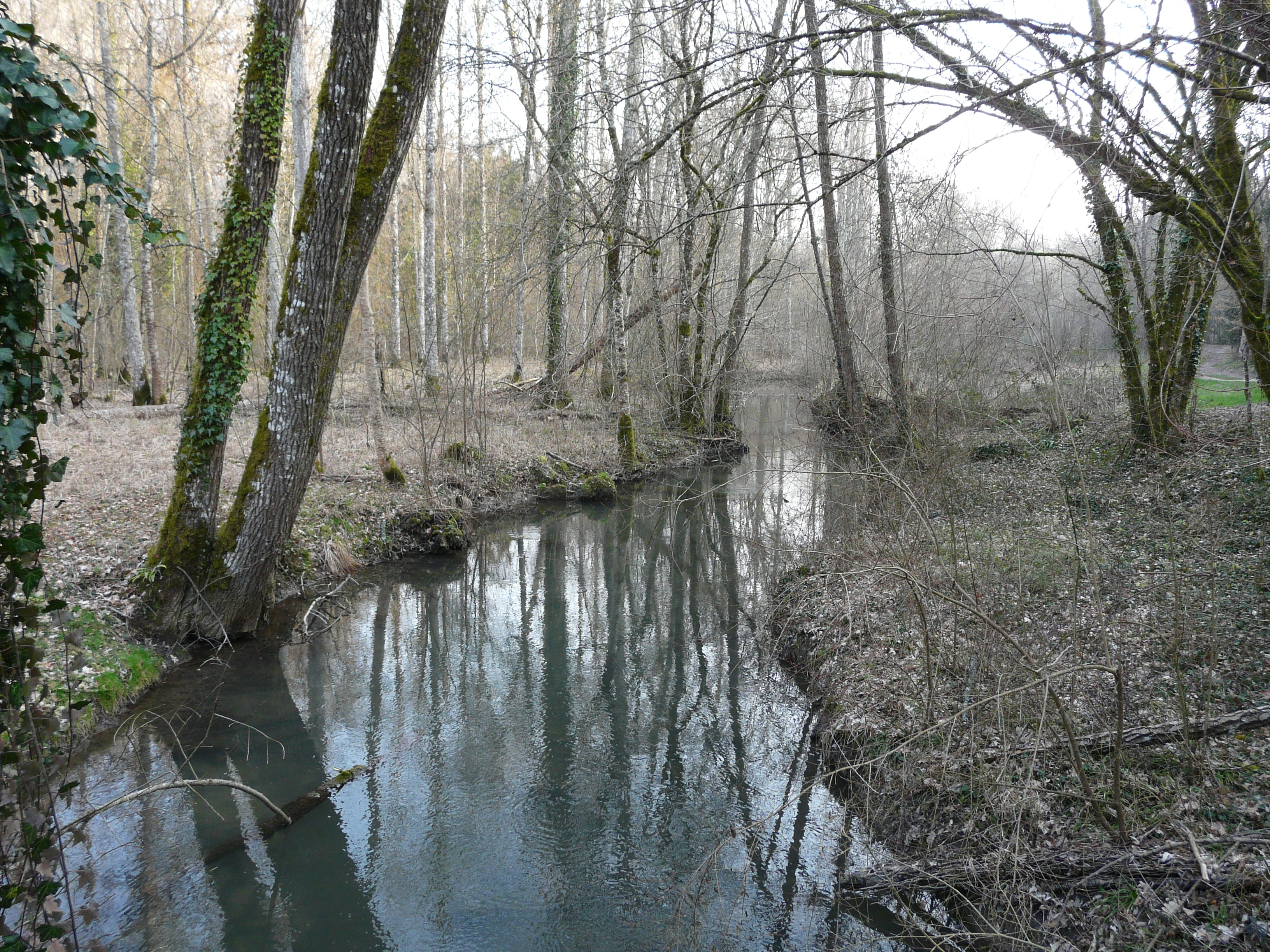
Le Boulou au lieu dit la Forge du Boulou, à Paussac-et-Saint-Vivien.
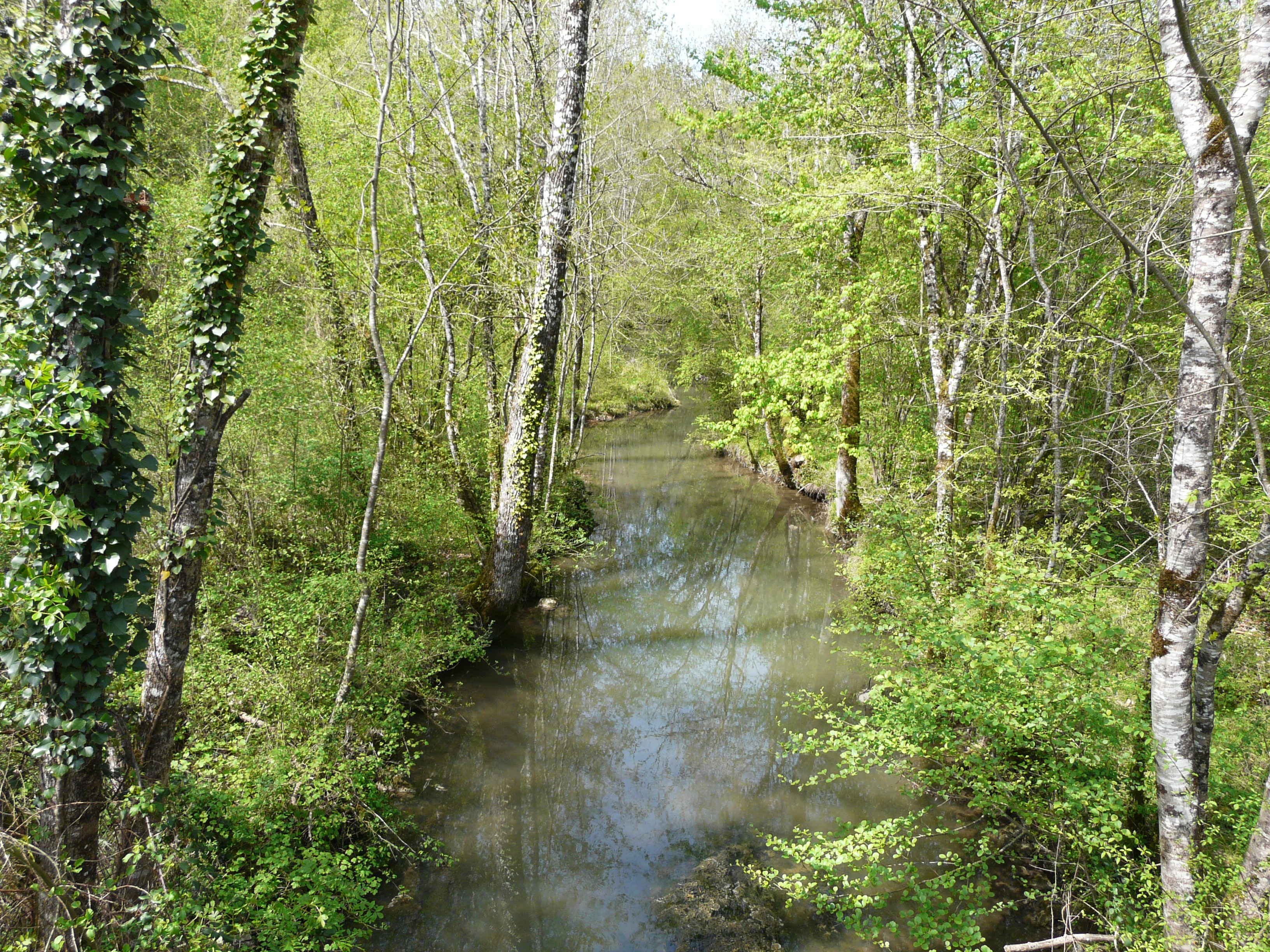
Le Boulou en amont de la RD 106, en limite de Bourdeilles et Creyssac.

## Faune recensée

### Espèces déterminantes
Trente-sept espèces déterminantes d'animaux y sont répertoriées en 1999, 2003 et 2004 :
- cinq amphibiens en 2003 : la Grenouille rousse (Rana temporaria), le Pélodyte ponctué (Pelodytes punctatus), la Rainette verte (Hyla arborea), le Sonneur à ventre jaune (Bombina variegata) et le Triton marbré (Triturus marmoratus) ;
- un crustacé en 1999, l'Écrevisse à pattes blanches (Austropotamobius pallipes) ;
- quinze espèces d'insectes en 1999 et 2004 : l'Agrion de Mercure (Coenagrion mercuriale), l'Azuré de la faucille (Cupido alcetas), l'Azuré du serpolet (Phengaris arion), le Cordulégastre annelé (Cordulegaster boltonii), le Cuivré des marais (Lycaena dispar), le Damier de la succise (Euphydryas aurinia), le Fourmilion commun (Myrmeleon formicarius), le Gomphe vulgaire (Gomphus vulgatissimus), le Lepture erratique (Judolia erratica (en)), la Milésie faux-frelon (Milesia crabroniformis), le Miroir (Heteropterus morpheus), Musaria rubropunctata, l'Onychogomphe à crochets (Onychogomphus uncatus), le Petit mars changeant (Apatura ilia) et le Sphinx de l'épilobe (Proserpinus proserpina) ;
- sept mammifères en 2003 : la Genette commune (Genetta genetta), la Loutre d'Europe (Lutra lutra), le Vison d'Europe (Mustela lutreola), ainsi que quatre espèces de chauves-souris : le Grand rhinolophe (Rhinolophus ferrumequinum), la Noctule commune (Nyctalus noctula), le Petit rhinolophe (Rhinolophus hipposideros) et le Vespertilion de Bechstein (Myotis bechsteinii) ;
- sept oiseaux en 2003 et 2004 : le Cincle plongeur (Cinclus cinclus), le Faucon pèlerin (Falco peregrinus), le Hibou moyen-duc (Asio otus), le Moineau soulcie (Petronia petronia), le Pic mar (Dendrocopos medius), le Pic noir (Dryocopus martius) et le Pigeon colombin (Columba oenas) ;
- deux reptiles en 2003 : la Cistude (Emys orbicularis) et l'Orvet (Anguis fragilis).

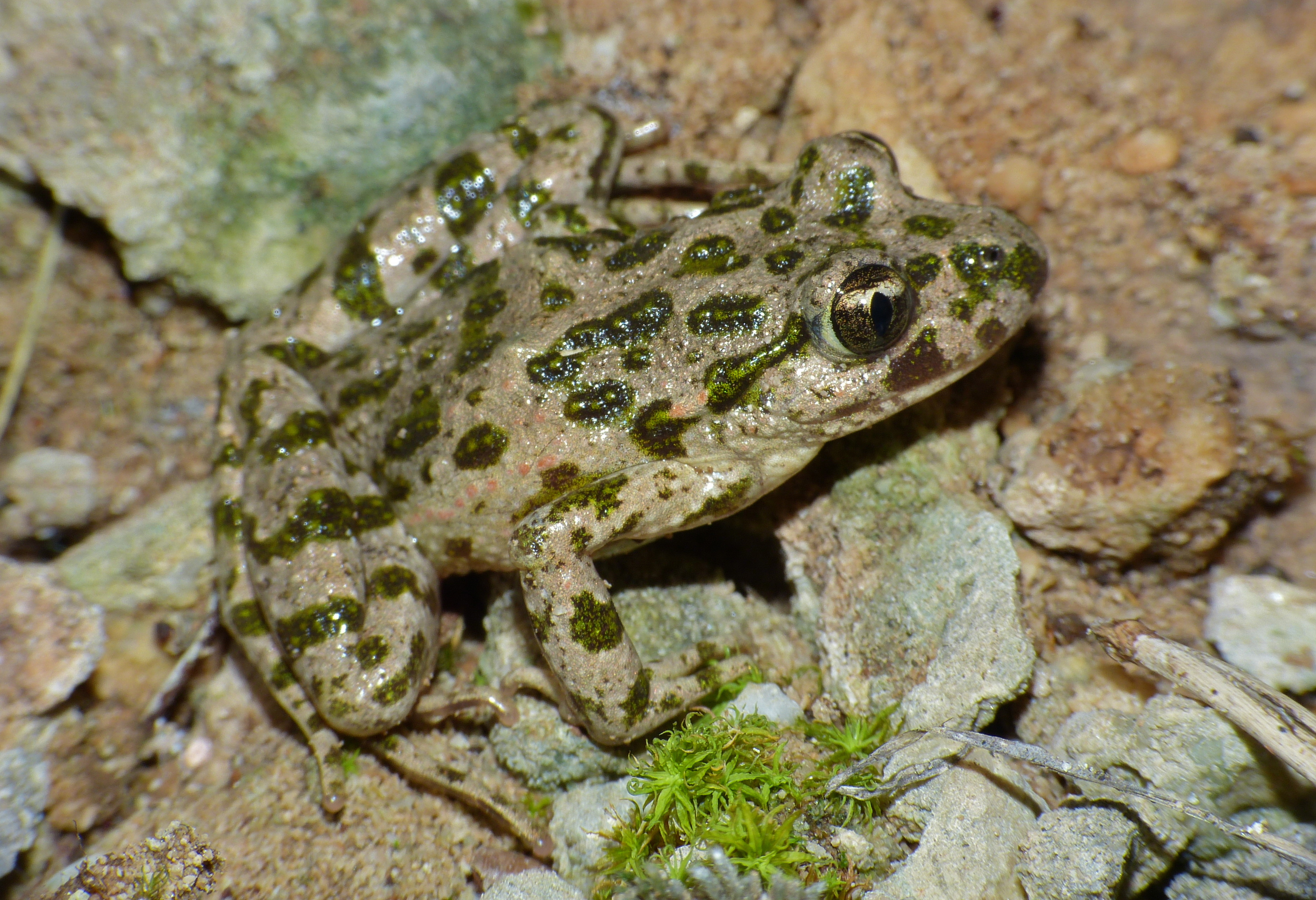
Pélodyte ponctué.
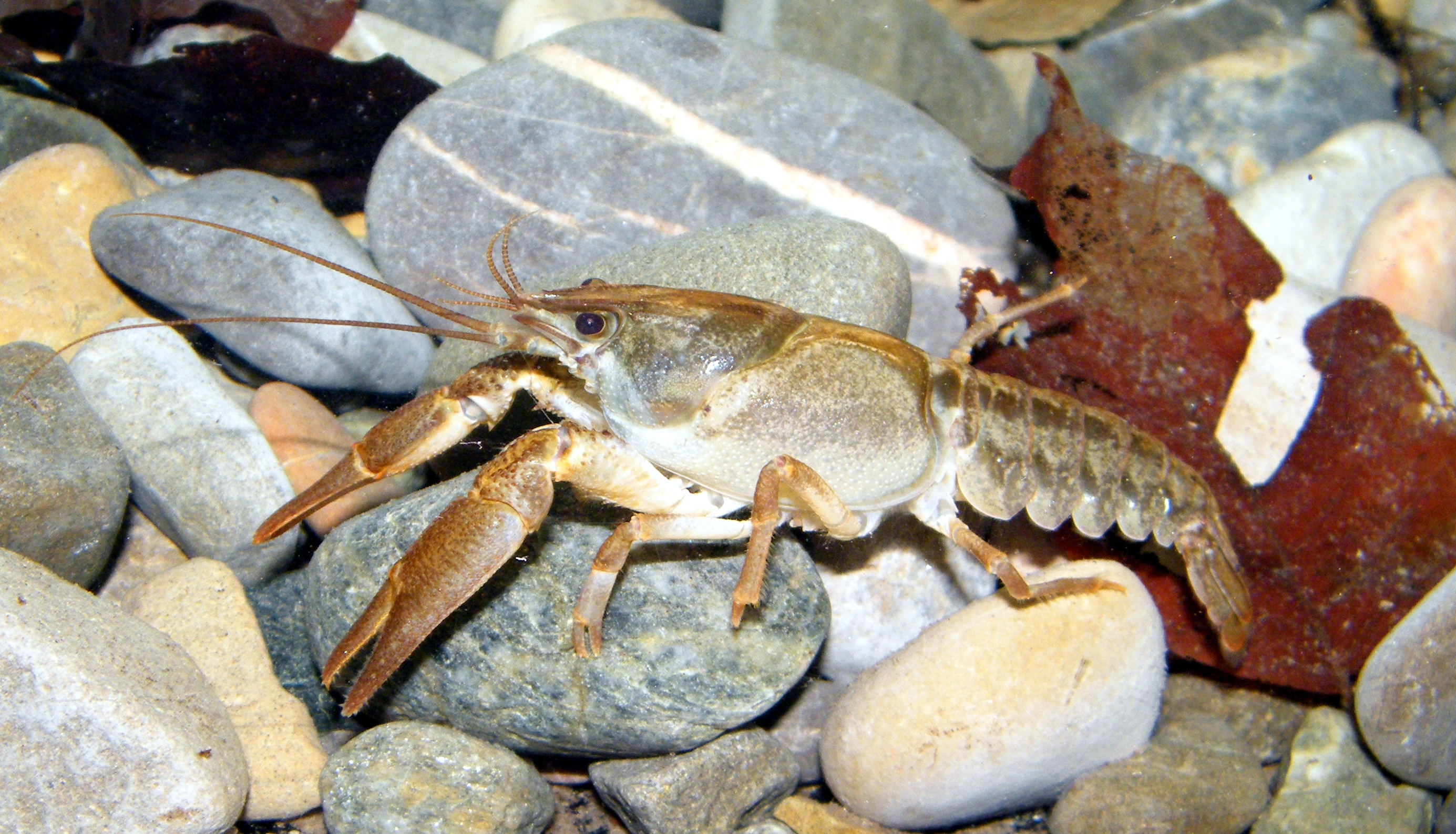
Écrevisse à pattes blanches.
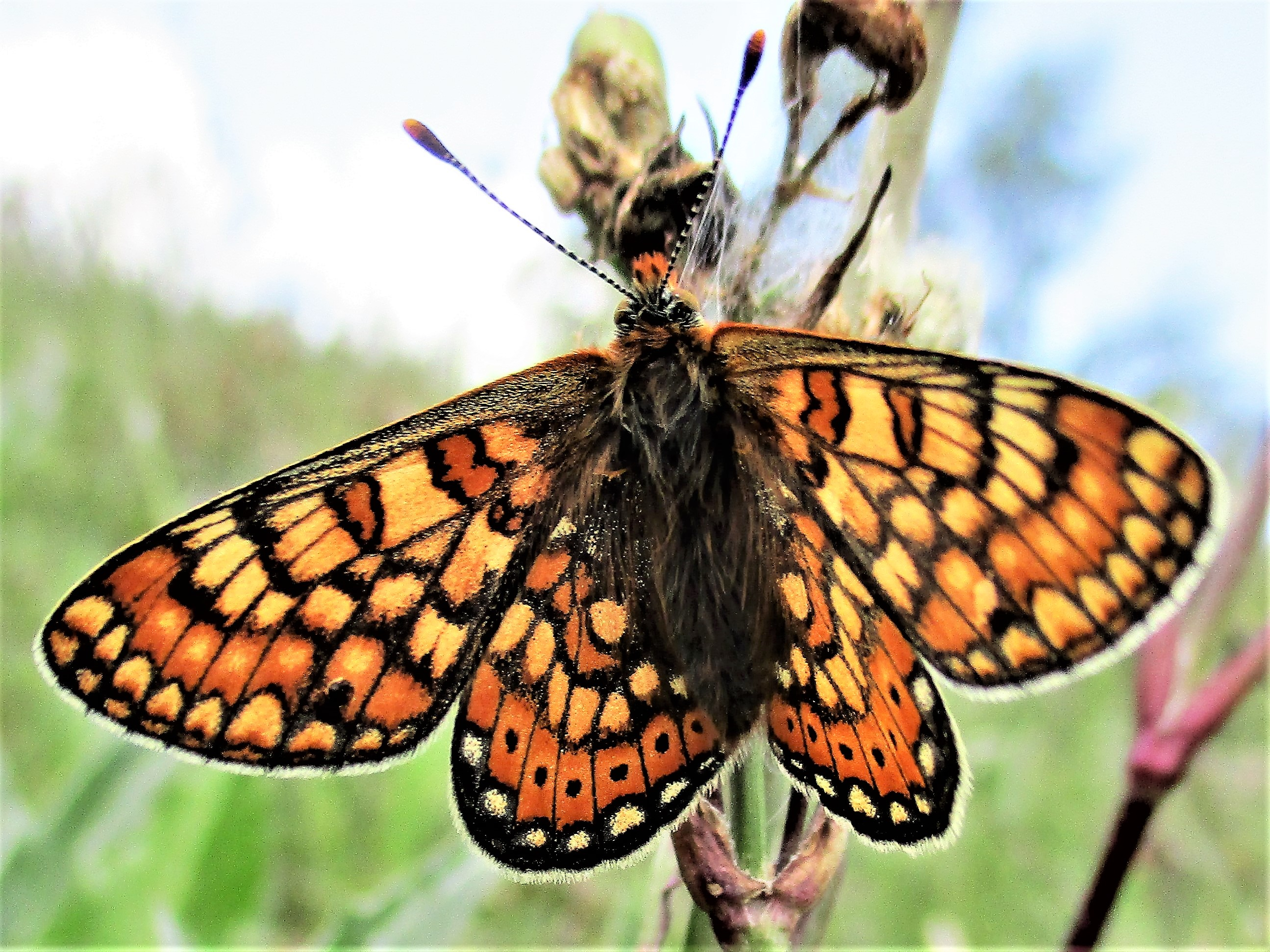
Damier de la succise.
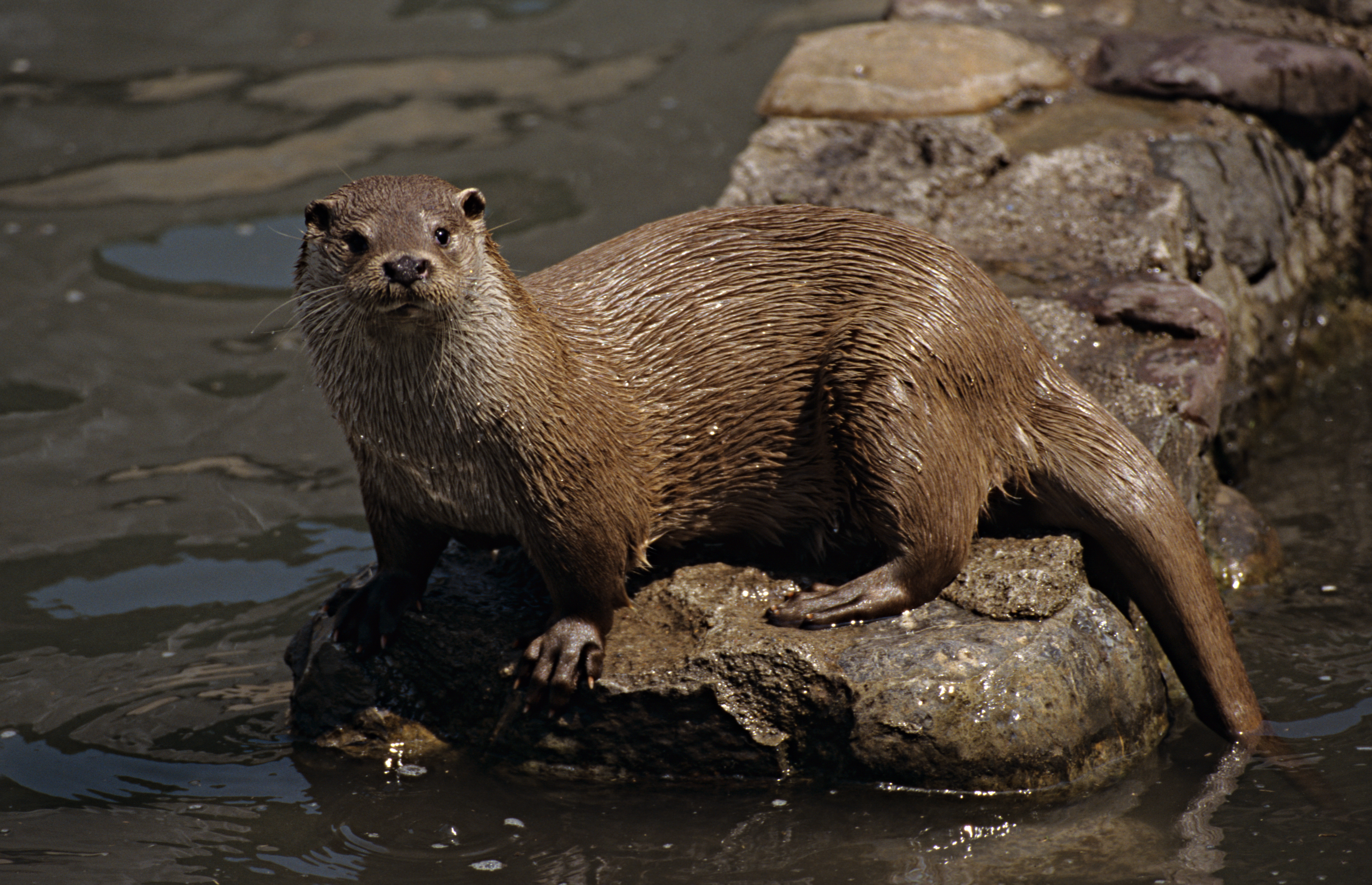
Loutre d'Europe.
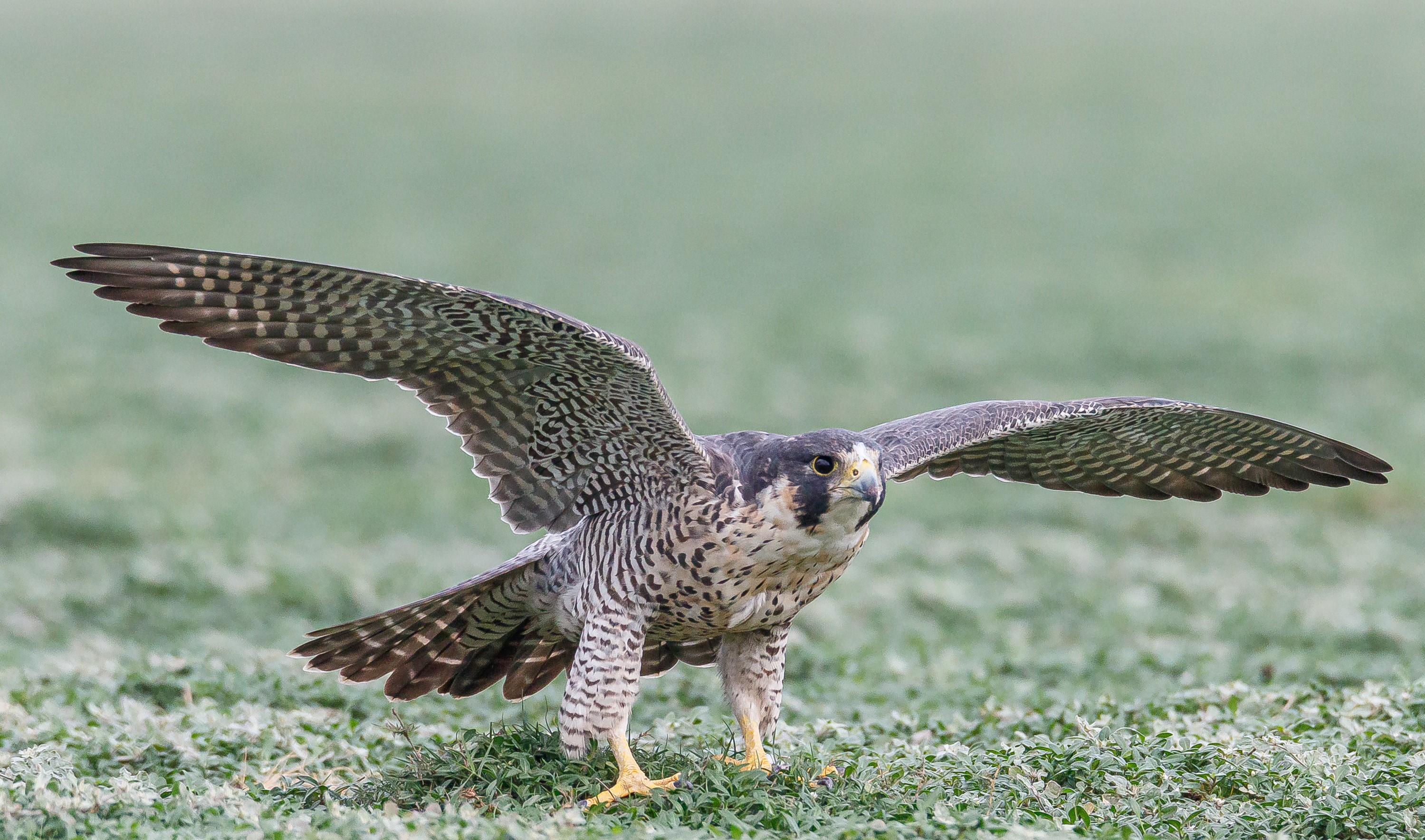
Faucon pèlerin.

### Autres espèces
Plus de cinq cents autres espèces animales y ont été recensées :
- huit amphibiens : l'Alyte accoucheur (Alytes obstetricans), le Crapaud commun (Bufo bufo), la Grenouille agile (Rana dalmatina), la Grenouille comestible (Pelophylax kl. esculentus), la Grenouille de Pérez (Pelophylax perezi), la Rainette méridionale (Hyla meridionalis), la Salamandre tachetée (Salamandra salamandra) et le Triton palmé (Lissotriton helveticus) ;
- 413 insectes, dont 
  - un coléoptère en 1999, le Cerf-volant (mâle) ou la Grande biche (femelle) (Lucanus cervus),
  - 33 diptères : Cheilosia mutabilis, Cheilosia variabilis (en), Cheilosia vernalis (en), le Chrysotoxe prudent (Chrysotoxum cautum), Chrysotoxum arcuatum (en), la Criorhine de l'épine-vinette (Criorhina berberina (en)), l'Éristale des arbustes (Eristalis arbustorum), l'Éristale des fleurs (Myathropa florea), l'Éristale gluante (Eristalis tenax), l'Éristale interrompue (Eristalis nemorum (en)), Eumerus ornatus (en), Eumerus tricolor, la Ferdinande dorée (Ferdinandea cuprea (en)), l'Hélophile suspendu (Helophilus pendulus), Melanogaster nuda, Melanostoma mellinum (en), Meliscaeva auricollis (en), Neoascia podagrica (en), Paragus haemorrhous (en), Paragus majoranae, Pelecocera tricincta (en), Platycheirus occultus (en), Platycheirus scutatus (en), la Rhingie long-nez (Rhingia campestris), Scaeva selenitica, la Syritte piaulante (Syritta pipiens (en)), le Syrphe ceinturé (Episyrphus balteatus), le Syrphe du groseillier (Syrphus ribesii), le Syrphe porte-plume (Sphaerophoria scripta), le Syrphe pyrastre (Scaeva pyrastri), la Volucelle bourdon (Volucella bombylans), la Volucelle transparente (Volucella pellucens), la Volucelle zonée (Volucella zonaria),
  - 352 Lépidoptères : l'Abromiade ochracée (Apamea sublustris), l'Acidalie familière (Idaea fuscovenosa), l'Acidalie ocreuse (Idaea ochrata), l'Acidalie sobre (Idaea straminata (en)), l'Acidalie tesselée (Scopula tessellaria (en)), Acleris bergmanniana (en), Acleris hastiana (en), Acleris holmiana (en), Acleris kochiella (en), Acleris schalleriana (en), Acleris variegana, Aethes hartmanniana, Aethes margaritana (en), Aethes williana (en), l'Albule (Protodeltote pygarga (en)), l'Alchimiste (Catephia alchymista (en)), l'Alternée (Epirrhoe alternata), l'Amaryllis (Pyronia tithonus), Anania terrealis (en), Ancylis mitterbacheriana (en), l'Angéronie du Prunier (Angerona prunaria), Archips crataegana, Archips xylosteana, l'Argentine (Spatalia argentina), l'Argus bleu (Polyommatus icarus), l'Argus frêle (Cupido minimus), Argyresthia  albistria (en), l'Aunette (Acronicta alni (en)), l'Aurore (Anthocharis cardamines), l'Azuré des anthyllides (Cyaniris semiargus), l'Azuré bleu céleste (Lysandra bellargus), l'Azuré des coronilles (Plebejus argyrognomon), l'Azuré des nerpruns (Celastrina argiolus), l'Azuré du trèfle (Cupido argiades), Bactra lancealana (en), la Bande rouge (Rhodostrophia vibicaria), la Batis (Thyatira batis), la Belle-Dame (Vanessa cardui), la Boarmie du chêne (Hypomecis roboraria), la Boarmie crépusculaire (Ectropis crepuscularia), la Boarmie pétrifiée (Menophra abruptaria), la Boarmie pointillée (Hypomecis punctinalis), la Boarmie recourbée (Alcis repandata), la Boarmie des résineux (Peribatodes secundaria), la Boarmie rhomboïdale (Peribatodes rhomboidaria), le Bois-veiné (Notodonta ziczac), le Bombyx de la ronce (Macrothylacia rubi), la Bordure ensanglantée (Diacrisia sannio), la Bordure entrecoupée (Lomaspilis marginata), le Botys ferrugineux (Udea ferrugalis), la Bucéphale (Phalera bucephala), la Buveuse (Euthrix potatoria), le C-noir (Xestia c-nigrum), la Callunaire (Pachycnemia hippocastanaria (en)), la Camomilière ou le Nuage violet (Actinotia polyodon), la Caradrine aspergée (Platyperigea aspersa), le Carpocapse des châtaignes (Cydia splendana), le Carpocapse des glands (Cydia fagiglandana), le Carpocapse des pommes et des poires (Cydia pomonella), la Carte géographique (Araschnia levana), le Casque (Noctua janthina), le Céladon (Campaea margaritaria), Celypha rivulana (en), Celypha striana, le Céphale (Coenonympha arcania), la Chevelure dorée (Acronicta auricoma (en)), la Chrysographe (Pyrrhia umbra (en)), la Cidarie fauve (Cidaria fulvata), la Cidarie verdâtre (Colostygia pectinataria), le Citron (Gonepteryx rhamni), la Citronnelle rouillée (Opisthograptis luteolata), Clavigesta purdeyi (en), la Clédéobie étroite (Synaphe punctalis), Cochylidia rupicola (en), le Collier-de-corail (Aricia agestis), le Collier soufré (Noctua janthe), le Cordon blanc (Ochropleura plecta), la Cosmie pyraline (Cosmia pyralina), le Cossus gâte-bois (Cossus cossus), le Courtaud (Clostera curtula), le Crambus des buissons (Crambus pratella), le Crambus des champs (Thisanotia chrysonuchella), le Crambus des chaumes (Agriphila straminella), le Crambus des jardins (Chrysoteuchia culmella), le Crambus mordoré (Chrysocrambus linetella (en)), le Crambus des pinèdes (Catoptria pinella), le Crambus des pâturages (Crambus pascuella (en)), le Crambus des prés (Crambus lathoniellus (en)), le Crambus rayé (Chrysocrambus craterellus (en)), la Crénelée (Gluphisia crenata), le Crible (Coscinia cribraria), le Crochet (Laspeyria flexula), le Cuivré commun (Lycaena phlaeas), le Cuivré fuligineux (Lycaena tityrus), le Cul-brun (Euproctis chrysorrhoea), le Demi-deuil (Melanargia galathea), la Demi-lune blanche (Drymonia querna), la Demi-lune grise (Notodonta torva), Dichomeris derasella (en), Ditula angustiorana (en), le Double-Feston (Apamea anceps (en)), la Doublure jaune (Euclidia glyphica), le Dragon (Harpyia milhauseri), le Dromadaire (Notodonta tritophus), l'Écaille cramoisie (Phragmatobia fuliginosa), l'Écaille fermière (Arctia villica), l'Écaille lièvre (Spilosoma lutea (en)), l'Écaille martre (Arctia caja), l'Écaille mendiante (Diaphora mendica), l'Écaille tigrée (Spilosoma lubricipeda), l'Échancrée (Idaea emarginata), l'Ennomos illunaire (Selenia dentaria), l'Ennomos illustre (Selenia tetralunaria), l'Ennomos lunaire (Selenia lunularia), Epagoge grotiana (en), l'Éphyre omicron (Cyclophora annularia), l'Éphyre trilignée (Cyclophora linearia), Epinotia abbreviana (en), l'Épione marginée (Epione repandaria (en)), l'Érastrie gracieuse (Elaphria venustula (en)), l'Étrille (Perconia strigillaria (en)), Eucosma cana (en), Eucosma conterminana (en), Eucosma hohenwartiana (en), l'Eudorée commune (Scoparia ambigualis (en)), l'Eudorée des mousses (Eudonia lacustrata (en)), l'Eustrotie claire (Pseudeustrotia candidula (en)), l'Euxanthie du chardon (Agapeta hamana), le Fadet commun (Coenonympha pamphilus), la Fausse eupithécie (Gymnoscelis rufifasciata), la Feuille-morte du chêne (Gastropacha quercifolia), le Flambé (Iphiclides podalirius), la Flamme (Endotricha flammealis), le Fluoré (Colias alfacariensis), la Frangée (Noctua fimbriata), le Gamma (Autographa gamma), le Gazé (Aporia crataegi), Glyphipterix thrasonella (en), la Goutte d'argent (Macdunnoughia confusa), le Grand hyponomeute du fusain (Yponomeuta cagnagella), le Grand nacré (Speyeria aglaja), le Grand sphinx de la vigne (Deilephila elpenor), la Grande tortue (Nymphalis polychloros), Grapholita compositella (en), Gypsonoma aceriana (en), Gypsonoma dealbana (en), l'Hadène de l'anarrhine (Anarta pugnax), l'Hameçon (Watsonalla binaria), la Harpye bicuspide (Furcula bicuspis), la Harpye fourchue (Furcula furcula), Hedya ochroleucana (en), Hedya pruniana (en), l'Hémithée du genêt (Pseudoterpna pruinata (en)), l'Hermine (Cerura erminea), l'Hermine dérivée (Paracolax tristalis (en)), l'Herminie grise (Herminia grisealis (en)), l'Herminie olivâtre (Trisateles emortualis), l'Hespérie du chiendent (Thymelicus acteon), l'Hespérie du dactyle (Thymelicus lineola), l'Hespérie du faux-buis (Pyrgus alveus), l'Hespérie de la houque (Thymelicus sylvestris), l'Hespérie de la mauve (Pyrgus malvae), l'Hespérie des sanguisorbes (Spialia sertorius), le Hibou (Noctua pronuba), l'Hydrocampe de la stratiote (Parapoynx stratiotata (en)), l'Hyponomeute du cerisier (Yponomeuta padella), l'Hyponomeute du pommier (Yponomeuta malinella), l'Impolie (Idaea aversata), le L blanc (Mythimna l-album), la Leucanie blafarde (Mythimna pallens (en)), la Leucanie orbicole (Mythimna unipuncta), la Leucanie pudorine (Mythimna pudorina (en)), la Leucanie sicilienne (Mythimna sicula (en)), la Leucanie souillée (Mythimna impura (en)), la Leucanie vitelline (Mythimna vitellina (en)), la Lichénée jaune (Catocala fulminea), la Lithosie complanule (Eilema lurideola), la Lithosie grise (Eilema griseola (en)), la Lithosie ocre (Eilema depressa (en)), la Lithosie quadrille (Lithosia quadra), la Livrée des arbres (Malacosoma neustria), la Lucine (Hamearis lucina), le Machaon (Papilio machaon), le Manteau jaune (Eilema sororcula), le Manteau à tête jaune (Eilema complana), la Mégère (Lasiommata megera), la Mélanippe claire (Epirrhoe rivata (en)), la Mélanthie du Caille-lait (Epirrhoe galiata), la Mélitée du mélampyre (Melitaea athalia), la Mélitée noirâtre (Melitaea diamina), la Mélitée orangée (Melitaea didyma), la Mélitée du plantain (Melitaea cinxia), Merrifieldia tridactyla (en), le Mi (Euclidia mi), la Mondaine (Nudaria mundana), le Moro-sphinx (Macroglossum stellatarum), le Moyen nacré (Fabriciana adippe), le Museau (Pterostoma palpina), le Myélophile tamis (Myelois circumvoluta (en)), le Myrtil (Maniola jurtina), le Nacré de la ronce (Brenthis daphne), le Nacré de la sanguisorbe (Brenthis ino), le Némusien (mâle) ou l'Ariane (femelle) (Lasiommata maera), la Noctuelle baignée (Agrotis ipsilon), la Noctuelle du camérisier (Polyphaenis sericata), la Noctuelle de la cardère (Heliothis viriplaca (en)), la Noctuelle de la chélidoine (Xestia triangulum), la Noctuelle du coudrier (Colocasia coryli), la Noctuelle couleur de bronze (Phytometra viridaria), la Noctuelle du cucubale (Sideridis rivularis), la Noctuelle du dactyle (Oligia strigilis), la Noctuelle dentine (Hada plebeja (en)), la Noctuelle de la fougère (Callopistria juventina), la Noctuelle des haies (Caradrina morpheus (en)), la Noctuelle hérissée (Dypterygia scabriuscula), la Noctuelle lythargyrée (Mythimna ferrago), la Noctuelle mégacéphale (Acronicta megacephala (en)), la Noctuelle de la morgeline (Hoplodrina octogenaria (en)), la Noctuelle nébuleuse (Polia nebulosa (en)), la Noctuelle de la patience (Acronicta rumisis), la Noctuelle de la persicaire (Melanchra persicariae), la Noctuelle de la pomme de terre (Hydraecia micacea), la Noctuelle putride (Axylia putris (en)), la Noctuelle sereine (Aetheria bicolorata), la Noctuelle ténébreuse (Rusina ferruginea (en)), la Noctuelle trilignée (Charanyca trigrammica), la Nole blanchâtre (Meganola albula), la Nole striolée (Meganola strigula), la Nonne (Lymantria monacha), Notocelia trimaculana (en), Notocelia uddmanniana (en), la Numérie poudrée (Plagodis pulveraria), Ochlodes venata, l'Octogésime (Tethea ocularis), l'Ophiuse de la vesce (Lygephila viciae (en)), Oxyptilus pilosellae (en), Pandemis heparana (en), la Panthère (Pseudopanthera macularia), le Paon-du-jour (Aglais io), le Petit sphinx de la vigne (Deilephila porcellus), le Petit sylvain (Limenitis camilla), la Petite épine (Cilix glaucata), la Petite hyponomeute du fusain (Yponomeuta plumbella), la Petite phalène du nerprun (Philereme vetulata (en)), la Petite tortue (Aglais urticae), la Phalène de l'arrête-bœuf (Aplasta ononaria), la Phalène blanche (Siona lineata), la Phalène du bouleau (Biston betularia), la Phalène candide (Asthena albulata), la Phalène du fusain (Ligdia adustata), la Phalène honorée (Campaea honoraria (en)), la Phalène linéolée (Plagodis dolabraria), la Phalène de la mancienne (Crocallis elinguaria), la Phalène du nerprun (Philereme transversata (en)), la Phalène picotée (Ematurga atomaria), la Phalène rougeâtre (Scopula rubiginata (en)), la Phalène satinée (Lomographa temerata (en)), la Phalène du sureau (Ourapteryx sambucaria), la Philobie alternée (Macaria alternata (en)), la Philobie effacée (Macaria liturata (en)), la Philobie tachetée (Macaria notata), la Phycide associée (Acrobasis consociella), la Phycide de la callune (Pempelia palumbella (en)), la Phycide du frêne (Euzophera pinguis (en)), la Phycide incarnat (Oncocera semirubella (en)), la Phycide marbrée (Acrobasis marmorea (en)), la Phycide répandue (Conobathra repandana (en)), la Phycide du rouvre (Phycita roborella (en)), la Phycide trompeuse (Elegia fallax (en)), la Piéride du chou (Pieris brassicae), la Piéride du lotier (Leptidea sinapis), la Piéride du navet (Pieris napi), la Piéride de la rave (Pieris rapae), Pleurota aristella (en), la Plusie à lunettes (Abrostola triplasia), la Plusie vert-doré (Diachrysia chrysitis), le Point blanc (Mythimna albipuncta (en)), le Point d'exclamation (Agrotis exclamationis), le Point-de-Hongrie (Erynnis tages), la Porcelaine (Pheosia tremula), la Processionnaire du pin (Thaumetopoea pityocampa), le Procris des centaurées (Jordanita globulariae), le Procris du prunier (Rhagades pruni (en)), la Promise (Catocala promissa), Pseudargyrotoza conwagana (en), Pseudosciaphila branderiana (en), la Pudibonde (Calliteara pudibunda), la Pyrale de l'eupatoire (Anania lancealis), la Pyrale du houblon (Pleuroptya ruralis), la Pyrale de la luzerne (Nomophila noctuella), la Pyrale du maïs (Ostrinia nubilalis), la Pyrale de la menthe (Pyrausta aurata), la Pyrale pourprée (Pyrausta purpuralis, la Pyrale du sureau (Anania coronata), la Pyrauste du plantain (Pyrausta despicata), la Ratissée (Habrosyne pyritoides), le Réseau (Chiasmia clathrata), Rhopobota naevana (en), Rhyacionia pinicolana (en), le Robert-le-Diable (Polygonia c-album), la Rosette (Miltochrista miniata), la Servante (Dysauxes ancilla), la Sésie armoricaine (Bembecia uroceriformis (en)), la Sésie de l'oseille (Pyropteron chrysidiformis (en)), le Silène (Brintesia circe), le Souci (Colias crocea), la Soyeuse (Rivula sericealis), le Sphinx gazé (Hemaris fuciformis), le Sphinx du peuplier (Laothoe populi), le Sphinx du pin (Sphinx pinastri), le Sphinx du troène (Sphinx ligustri), le Staurope du hêtre (Stauropus fagi), la Sténie ponctuée (Dolicharthria punctalis), le Sylvain azuré (Limenitis reducta), le Sylvandre (Hipparchia fagi), le Tabac d'Espagne (Argynnis paphia), la Tâteuse (Polypogon tentacularia (en)), la Teigne des crucifères (Plutella xylostella), la Teigne de l'érable (Acleris forsskaleana (en)), la Thècle du prunier ( Satyrium pruni), la Thècle de l'yeuse (Satyrium ilicis), la Timandre aimée (Timandra comae), la Timide (Peridea anceps), le Tircis (Pararge aegeria), la Tordeuse des arbres fruitiers (Pandemis cerasana), la Tordeuse des buissons (Archips rosana), la Tordeuse carmin (Ancylis achatana (en)), la Tordeuse enjouée (Epinotia festivana (en)), la Tordeuse du fraisier (Celypha lacunana), la Tordeuse des fruits (Archips podana), la Tordeuse de lèche (Ptycholoma lecheana), la Tordeuse profonde (Eudemis profundana (en)), la Tordeuse rouge des bourgeons (Spilonota ocellana (en)), la Tordeuse verte des bourgeons (Hedya nubiferana (en)), la Tordeuse verte du chêne (Tortrix viridana), la Tortue (Apoda limacodes), le Trapèze (Cosmia trapezina), la Triple tache (Drymonia dodonaea), le Tristan (Aphantopus hyperantus), la Troënière (Craniophora ligustri), la Trompeuse (Oligia latruncula (en)), la Truie (Idaea biselata), le Verdelet (Comibaena bajularia), la Voile (Drymonia velitaris), le Vulcain (Vanessa atalanta), Yponomeuta irrorella, Zeiraphera isertana, la Zeuzère du poirier (Zeuzera pyrina), la Zygène de la filipendule (Zygaena filipendulae), la Zygène de la petite coronille (Zygaena fausta), la Zygène transalpine (Zygaena transalpina) et la Zygène du trèfle (Zygaena trifolii),
  - 27 Odonates en 1999 et 2004[Note 1] : l'Æschne bleue (Aeshna cyanea), l'Æschne paisible (Boyeria irene), l'Agrion à larges pattes (Platycnemis pennipes), l'Agrion blanchâtre (Platycnemis latipes), l'Agrion de Vander Linden (Erythromma lindenii), l'Agrion délicat (Ceriagrion tenellum), l'Agrion élégant (Ischnura elegans), l'Agrion jouvencelle (Coenagrion puella), l'Agrion nain (Ischnura pumilio), l'Agrion orangé (Platycnemis acutipennis), l'Agrion porte-coupe (Enallagma cyathigerum), l'Anax empereur, (Anax imperator), le Caloptéryx éclatant (Calopteryx splendens), le Caloptéryx vierge (Calopteryx virgo), le Gomphe gentil (Gomphus pulchellus), le Leste brun (Sympecma fusca), le Leste vert (Chalcolestes viridis), la Libellule à quatre taches, (Libellula quadrimaculata), la Libellule déprimée (Libellula depressa), la Libellule écarlate (Crocothemis erythraea), la Libellule fauve (Libellula fulva), la Nymphe au corps de feu (Pyrrhosoma nymphula), l'Orthétrum bleuissant (Orthetrum coerulescens), l'Orthétrum brun (Orthetrum brunneum), l'Orthétrum réticulé (Orthetrum cancellatum), le Sympétrum rouge sang (Sympetrum sanguineum) et le Sympétrum strié (Sympetrum striolatum) ;
- onze mammifères : le Blaireau européen (Meles meles), le Cerf élaphe (Cervus elaphus), la Fouine (Martes foina), le Lérot (Eliomys quercinus), le Loir gris (Glis glis), la Martre des pins (Martes martes), le Murin de Daubenton (Myotis daubentonii), le Murin de Natterer (Myotis nattereri), la Pipistrelle commune (Pipistrellus pipistrellus), le Putois (Mustela putorius) et le Renard roux (Vulpes vulpes) ;
- 84 oiseaux : l'Accenteur mouchet (Prunella modularis), l'Alouette des champs (Alauda arvensis), la Bécasse des bois (Scolopax rusticola), la Bécassine des marais (Gallinago gallinago), la Bergeronnette des ruisseaux (Motacilla cinerea), la Bergeronnette grise (Motacilla alba), la Bondrée apivore (Pernis apivorus), le Bruant jaune (Emberiza citrinella), le Bruant proyer (Emberiza calandra), le Bruant zizi (Emberiza cirlus), le Busard cendré (Circus pygargus), le Busard Saint-Martin (Circus cyaneus), la Buse variable (Buteo buteo), le Canard colvert (Anas platyrhynchos), le Chardonneret élégant (Carduelis carduelis), la Chevêche d'Athéna (Athene noctua), la Chouette effraie (Tyto alba), la Chouette hulotte (Strix aluco), la Cigogne blanche (Ciconia ciconia), la Cigogne noire (Ciconia nigra), le Circaète Jean-le-Blanc (Circaetus gallicus), la Corneille noire (Corvus corone), le Coucou gris (Cuculus canorus), l'Engoulevent d'Europe (Caprimulgus europaeus), l'Épervier d'Europe, (Accipiter nisus), l'Étourneau sansonnet (Sturnus vulgaris), le Faisan de Colchide (Phasianus colchicus), le Faucon crécerelle (Falco tinnunculus), le Faucon hobereau (Falco subbuteo), la Fauvette à tête noire (Sylvia atricapilla), la Fauvette grisette (Sylvia communis), la Gallinule poule d'eau (Gallinula chloropus), le Geai des chênes (Garrulus glandarius), le Gobemouche gris (Muscicapa striata), le Grèbe castagneux (Tachybaptus ruficollis), le Grimpereau des jardins (Certhia brachydactyla), la Grive draine (Turdus viscivorus), la Grive musicienne (Turdus philomelos), le Gros-bec casse-noyaux (Coccothraustes coccothraustes), la Grue cendrée (Grus grus), le Héron cendré (Ardea cinerea), l'Hirondelle de fenêtre (Delichon urbicum), l'Hirondelle rustique (Hirundo rustica), la Huppe fasciée (Upupa epops), l'Hypolaïs polyglotte (Hippolais polyglotta), la Linotte mélodieuse (Linaria cannabina), la Locustelle tachetée (Locustella naevia), le Loriot d'Europe (Oriolus oriolus), le Martin-pêcheur d'Europe (Alcedo atthis), le Martinet noir (Apus apus), le Merle noir (Turdus merula), la Mésange à longue queue (Aegithalos caudatus), la Mésange bleue (Cyanistes caeruleus), la Mésange charbonnière (Parus major), la Mésange huppée (Lophophanes cristatus), la Mésange nonnette (Poecile palustris), le Moineau domestique (Passer domesticus), le Moineau friquet ( Passer montanus), la Perdrix grise (Perdix perdix), le Pic épeiche (Dendrocopos major), le Pic épeichette (Dendrocopos minor), le Pic vert (Picus viridis), la Pie bavarde (Pica pica), le Pigeon ramier (Columba palumbus), le Pinson des arbres (Fringilla coelebs), le Pipit des arbres (Anthus trivialis), le Pouillot de Bonelli (Phylloscopus bonelli), le Pouillot siffleur (Phylloscopus sibilatrix), le Pouillot véloce (Phylloscopus collybita), le Râle d'eau (Rallus aquaticus), le Roitelet huppé (Regulus regulus), le Rossignol philomèle (Luscinia megarhynchos), le Rouge-gorge familier (Erithacus rubecula), le Rougequeue noir (Phoenicurus ochruros), le Serin cini (Serinus serinus), la Sittelle torchepot (Sitta europaea), le Tarier des prés (Saxicola rubetra), le Tarier pâtre (Saxicola rubicola), la Tourterelle des bois (Streptopelia turtur), la Tourterelle turque (Streptopelia decaocto), le Traquet motteux (Oenanthe oenanthe), le Troglodyte mignon (Troglodytes troglodytes), le Vanneau huppé (Vanellus vanellus) et le Verdier d'Europe (Chloris chloris) ;
- six reptiles : la Couleuvre helvétique (Natrix helvetica), la Couleuvre verte et jaune (Hierophis viridiflavus), la Couleuvre vipérine (Natrix maura), le Lézard à deux raies (Lacerta bilineata), le Lézard des murailles (Podarcis muralis) et la Vipère aspic (Vipera aspis).

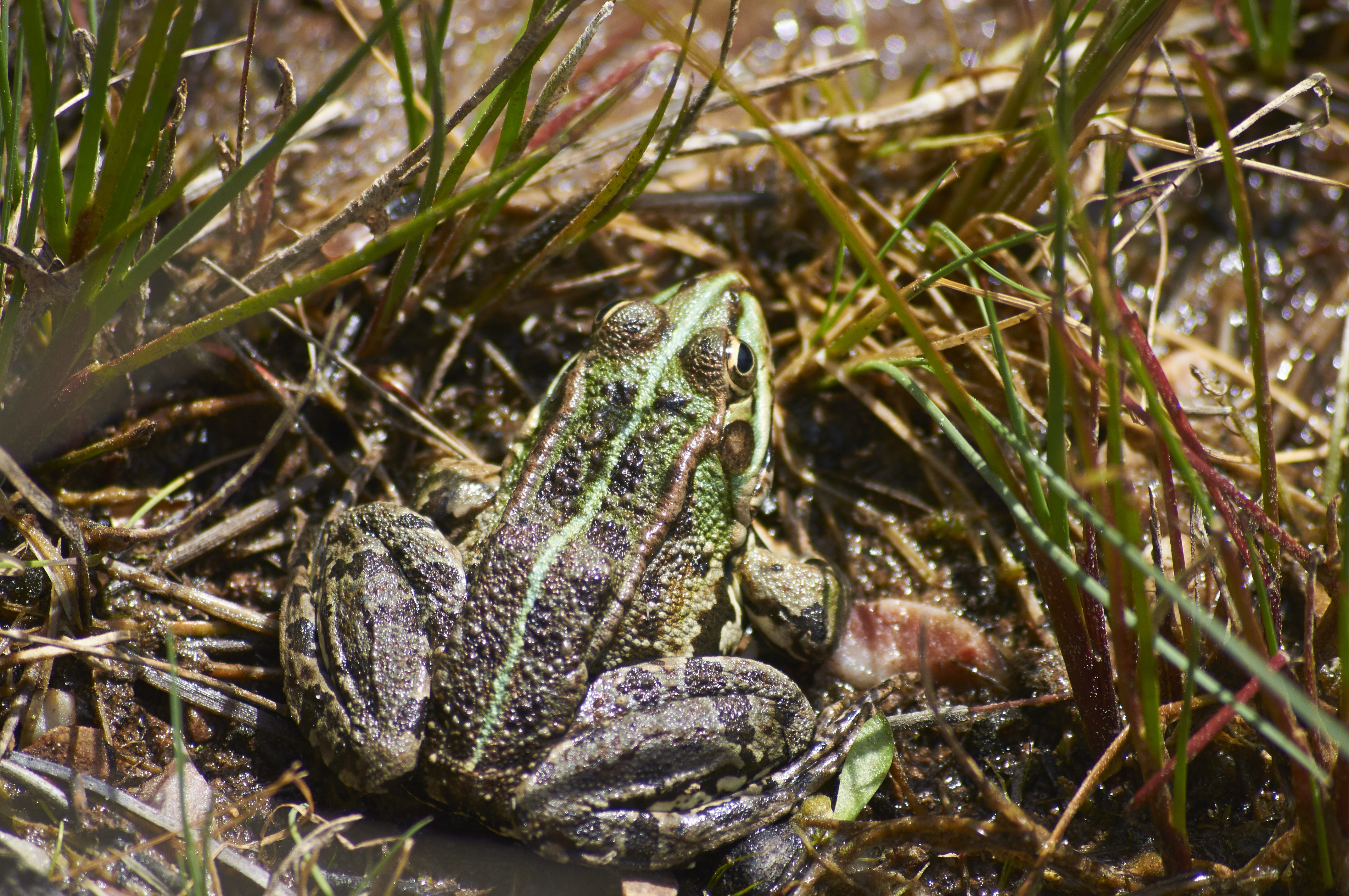
Grenouille de Perez.
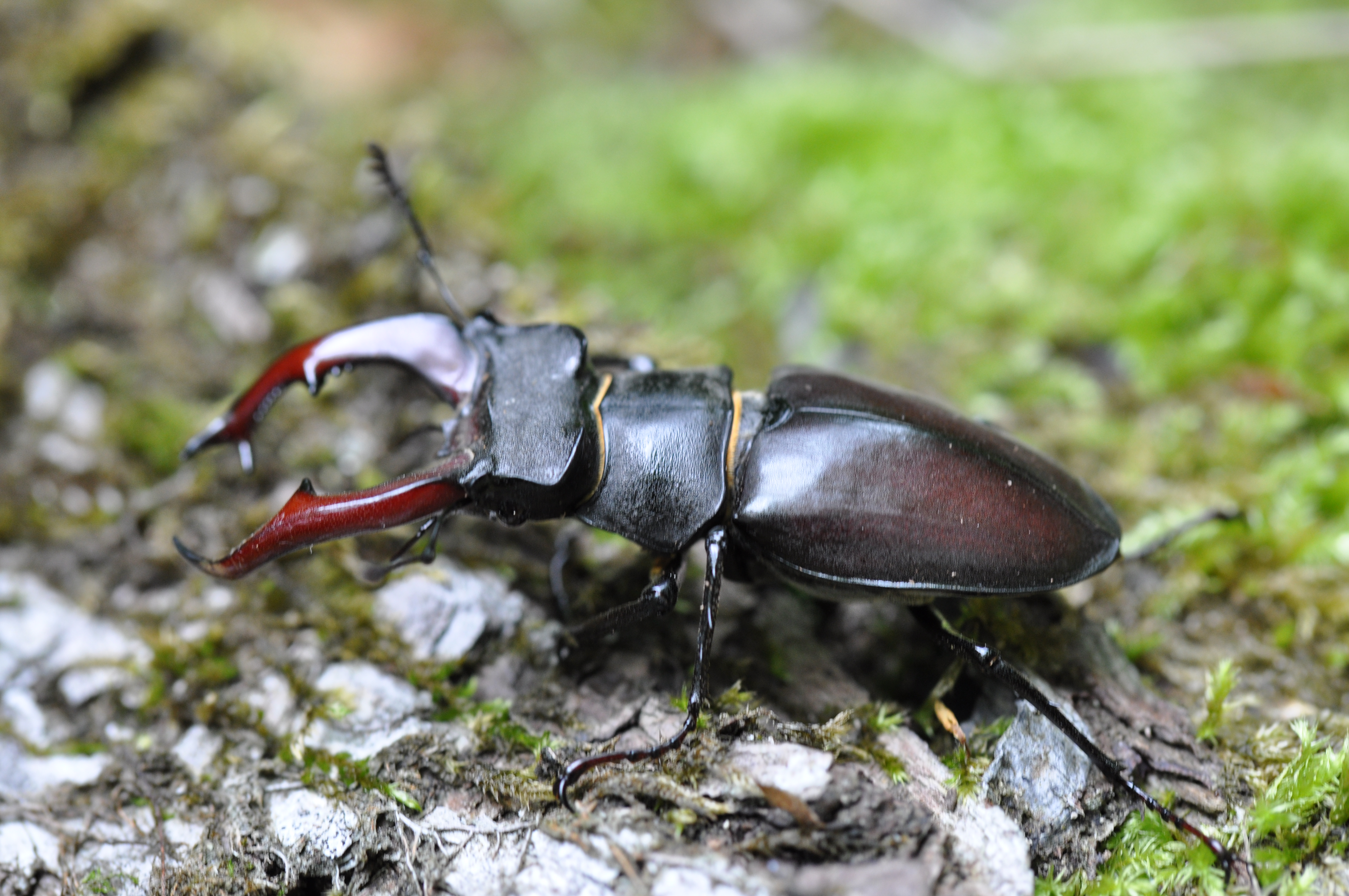
Cerf-volant.
Martre des pins.
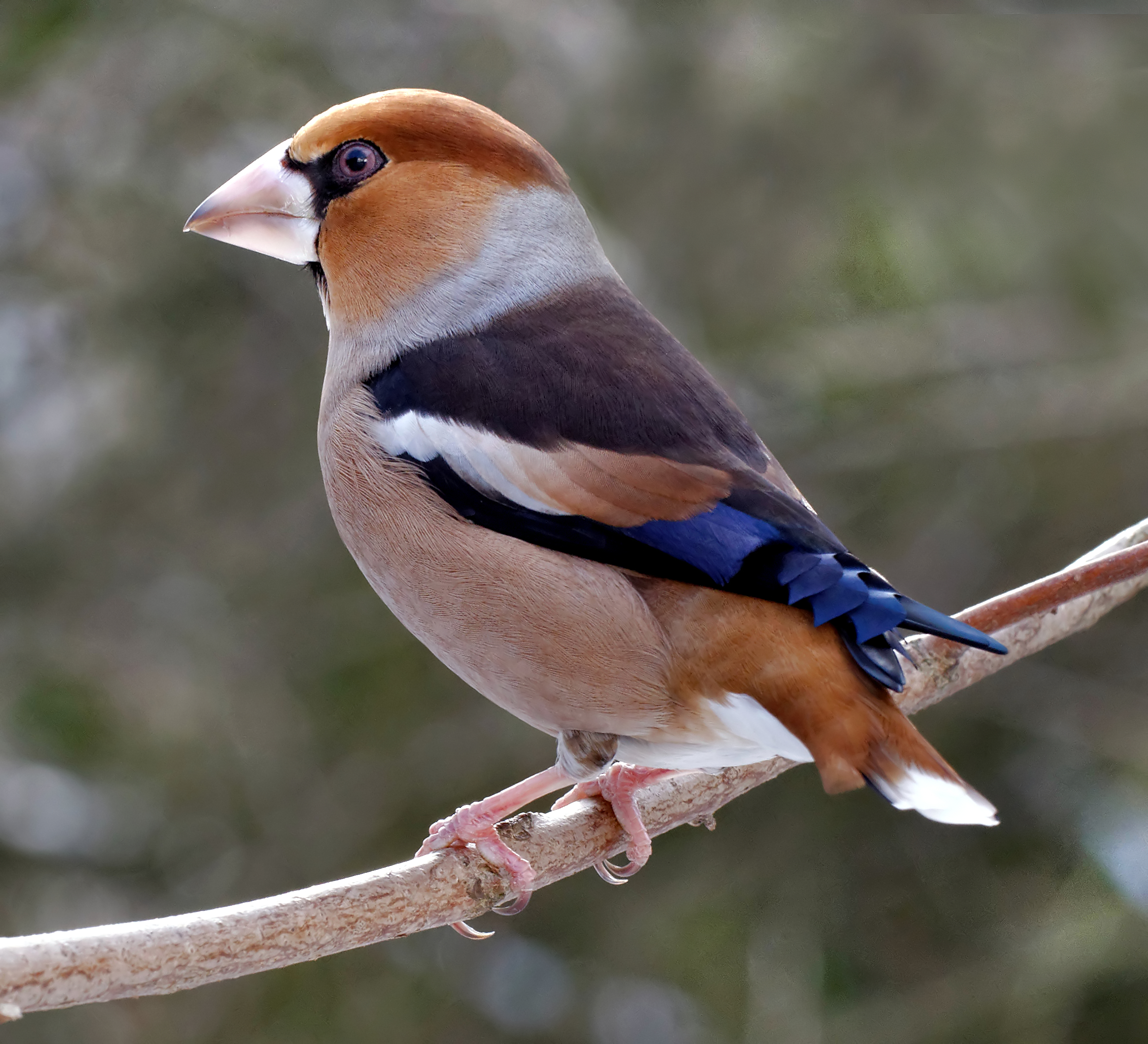
Gros-bec casse-noyaux.
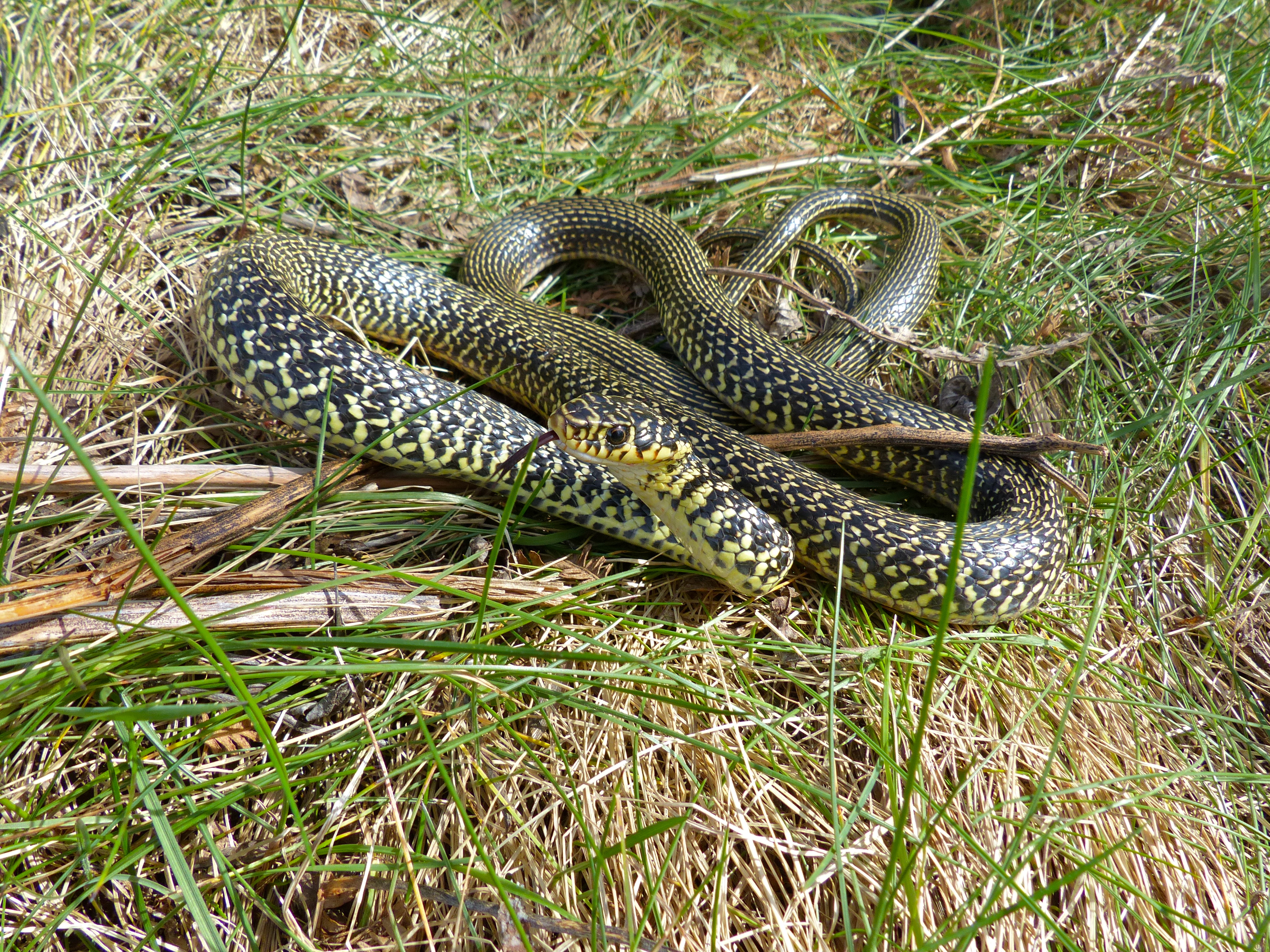
Couleuvre verte et jaune.

### Protection de la faune
- Les treize espèces d'amphibiens de la ZNIEFF sont protégées sur l'ensemble du territoire français[6] et sept d'entre elles sont de plus protégées au titre de la Directive habitats de l'Union européenne[1] : l'Alyte accoucheur, la Grenouille agile, la Grenouille rousse, la Rainette méridionale, la Rainette verte, le Sonneur à ventre jaune et le Triton marbré.
- L'Écrevisse à pattes blanches est protégée sur l'ensemble du territoire français[7] et au titre de la Directive habitats[1].
- Cinq espèces d'insectes — une libelllule, trois papillons et un coléoptère — sont protégées sur l'ensemble du territoire français : l'Agrion de Mercure, le Cuivré des marais, le Damier de la succise , le Sphinx de l'épilobe, ainsi que le Cerf-volant (mâle) ou la Grande biche (femelle)[8] et les quatre premiers le sont également au titre de la Directive habitats[1].
- Dix espèces de mammifères de la ZNIEFF sont protégées sur l'ensemble du territoire français[9] : la Genette commune, la Loutre d'Europe, et le Vison d'Europe, ainsi que sept espèces de chauves-souris : le Grand rhinolophe, le Murin de Daubenton, le Murin de Natterer, la Noctule commune, le Petit rhinolophe, la Pipistrelle commune et le Vespertilion de Bechstein. Parmi les dix espèces précitées, huit sont également protégées au titre de la Directive habitats de l'Union européenne[1], tout comme la Martre des pins et le Putois. De plus, deux d'entre elles, la Loutre d'Europe et le Vison d'Europe, sont en danger d'extinction en France[10].

- Douze espèces d'oiseaux de la ZNIEFF sont protégées au titre de la Directive oiseaux de l'Union européenne[1] : la Bondrée apivore, le Busard cendré, le Busard Saint-Martin, la Cigogne blanche, la Cigogne noire, le Circaète Jean-le-Blanc, l'Engoulevent d'Europe, le Faucon pèlerin, la Grue cendrée, le Martin-pêcheur d'Europe, le Pic mar et le Pic noir ; elles sont donc protégées sur l'ensemble du territoire français[11], de même que 59 autres espèces : l'Accenteur mouchet, la Bergeronnette des ruisseaux, la Bergeronnette grise, le Bruant jaune, le Bruant proyer, le Bruant zizi, la Buse variable, le Chardonneret élégant, la Chevêche d'Athéna, la Chouette effraie, la Chouette hulotte, le Cincle plongeur, le Coucou gris, l'Épervier d'Europe, le Faucon crécerelle, le Faucon hobereau, la Fauvette à tête noire, la Fauvette grisette, le Gobemouche gris, le Grèbe castagneux, le Grimpereau des jardins, le Gros-bec casse-noyaux, le Héron cendré, le Hibou moyen-duc, l'Hirondelle de fenêtre, l'Hirondelle rustique, la Huppe fasciée, l'Hypolaïs polyglotte, la Linotte mélodieuse, la Locustelle tachetée, le Loriot d'Europe, le Martinet noir, la Mésange à longue queue, la Mésange bleue, la Mésange charbonnière, la Mésange huppée, la Mésange nonnette, le Moineau domestique, le Moineau friquet, le Moineau soulcie, le Pic épeiche, le Pic épeichette, le Pic vert, le Pinson des arbres, le Pipit des arbres, le Pouillot de Bonelli, le Pouillot siffleur, le Pouillot véloce, le Roitelet huppé, le Rossignol philomèle, le Rouge-gorge familier, le Rougequeue noir, le Serin cini, la Sittelle torchepot, le Tarier pâtre, le Tarier des prés, le Traquet motteux, le Troglodyte mignon et le Verdier d'Europe.
- Les huit espèces de reptiles de la ZNIEFF sont protégées sur l'ensemble du territoire français[6] et trois d'entre elles, la Cistude, le Lézard à deux raies et le Lézard des murailles, sont de plus protégées au titre de la Directive habitats[1].

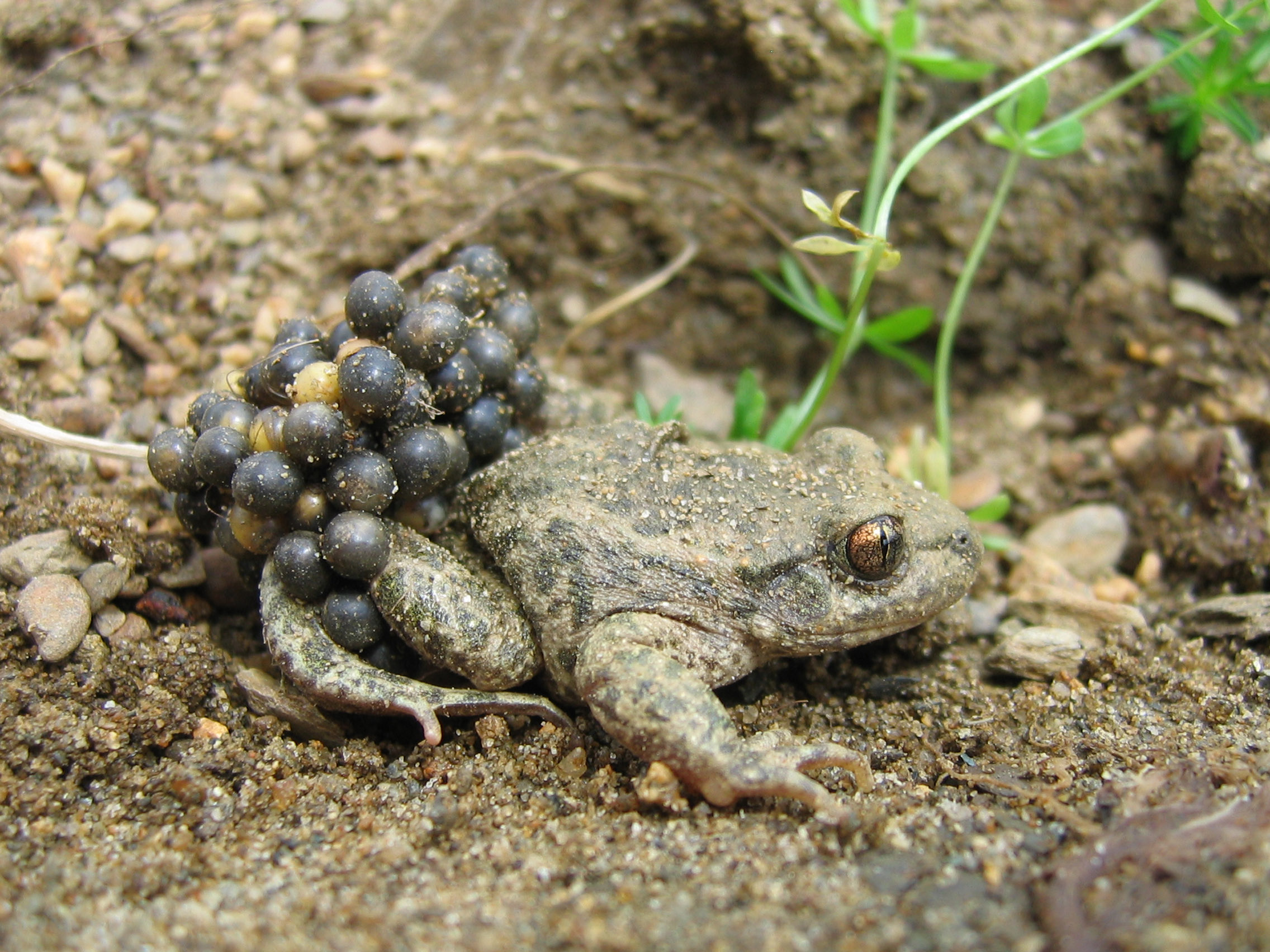
Alyte accoucheur.
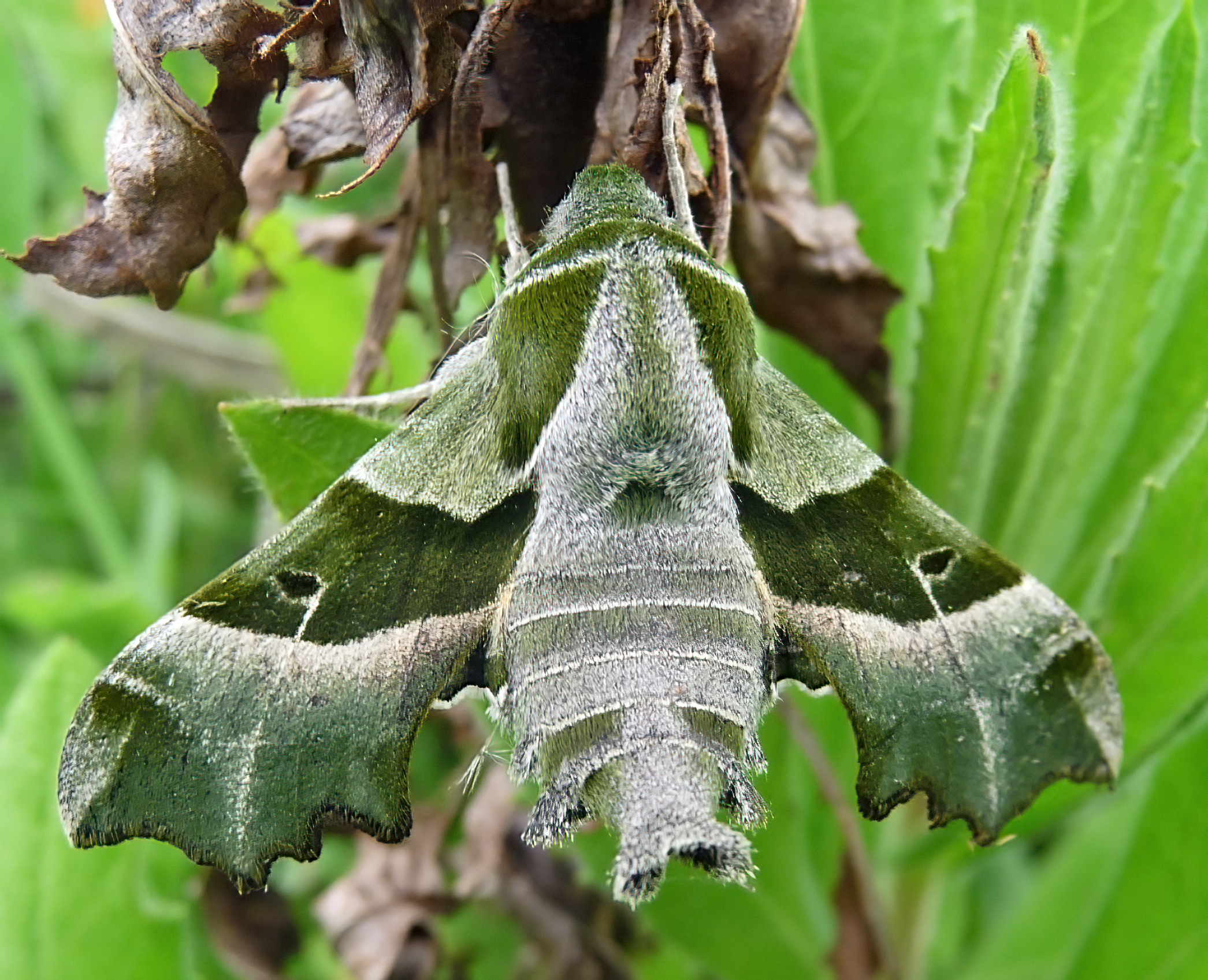
Sphinx de l'épilobe.
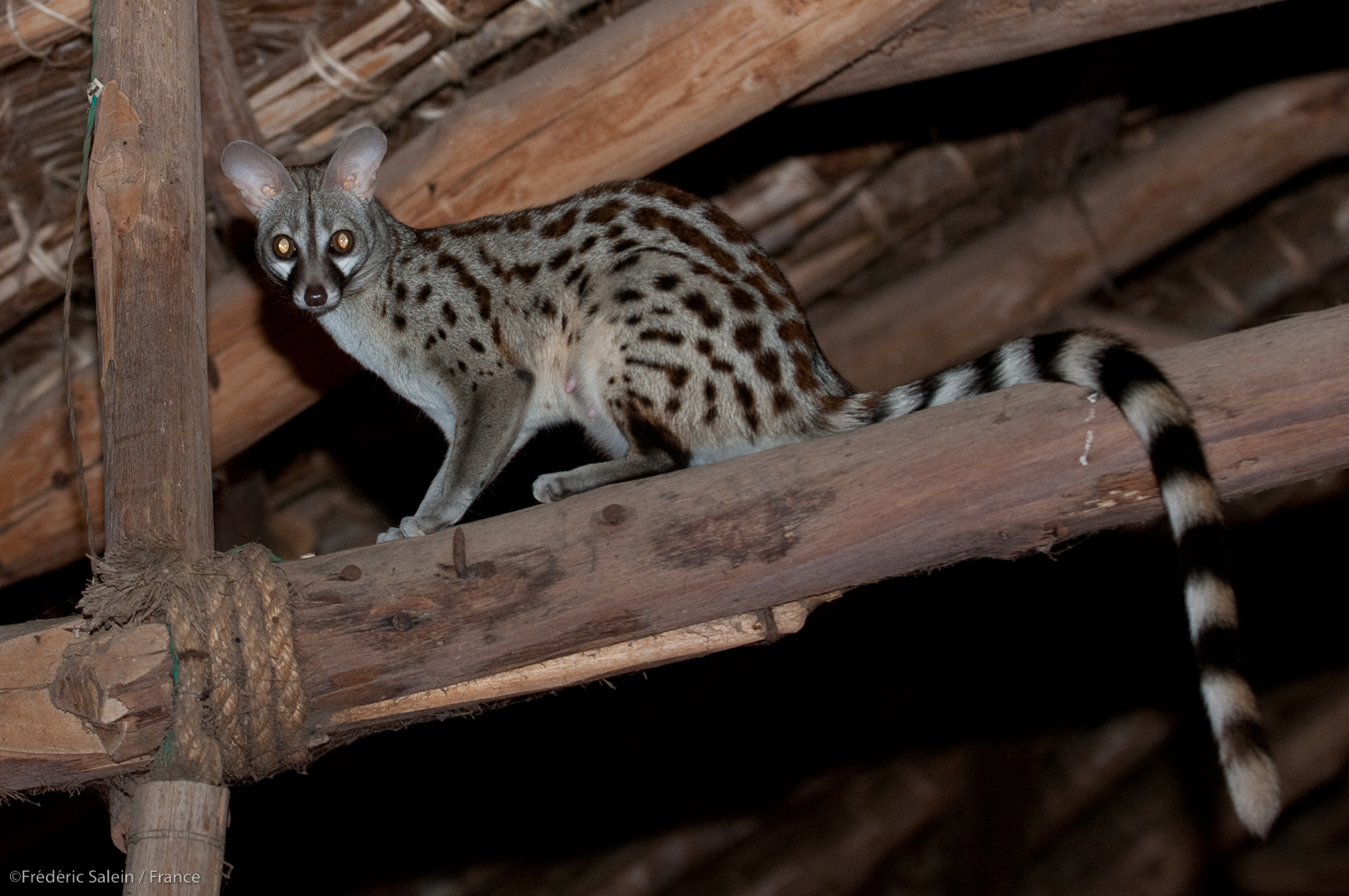
Genette commune.
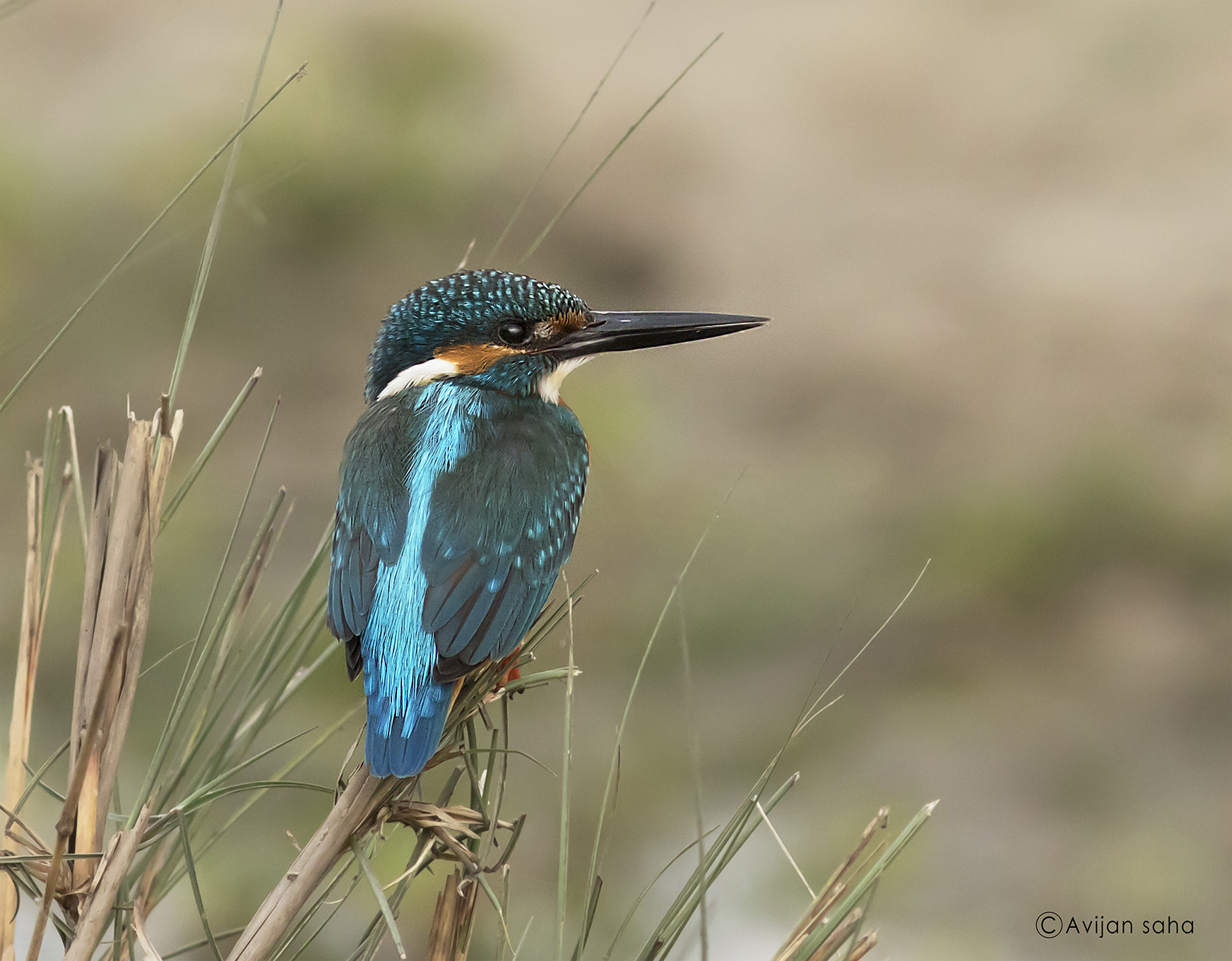
Martin-pêcheur d'Europe.
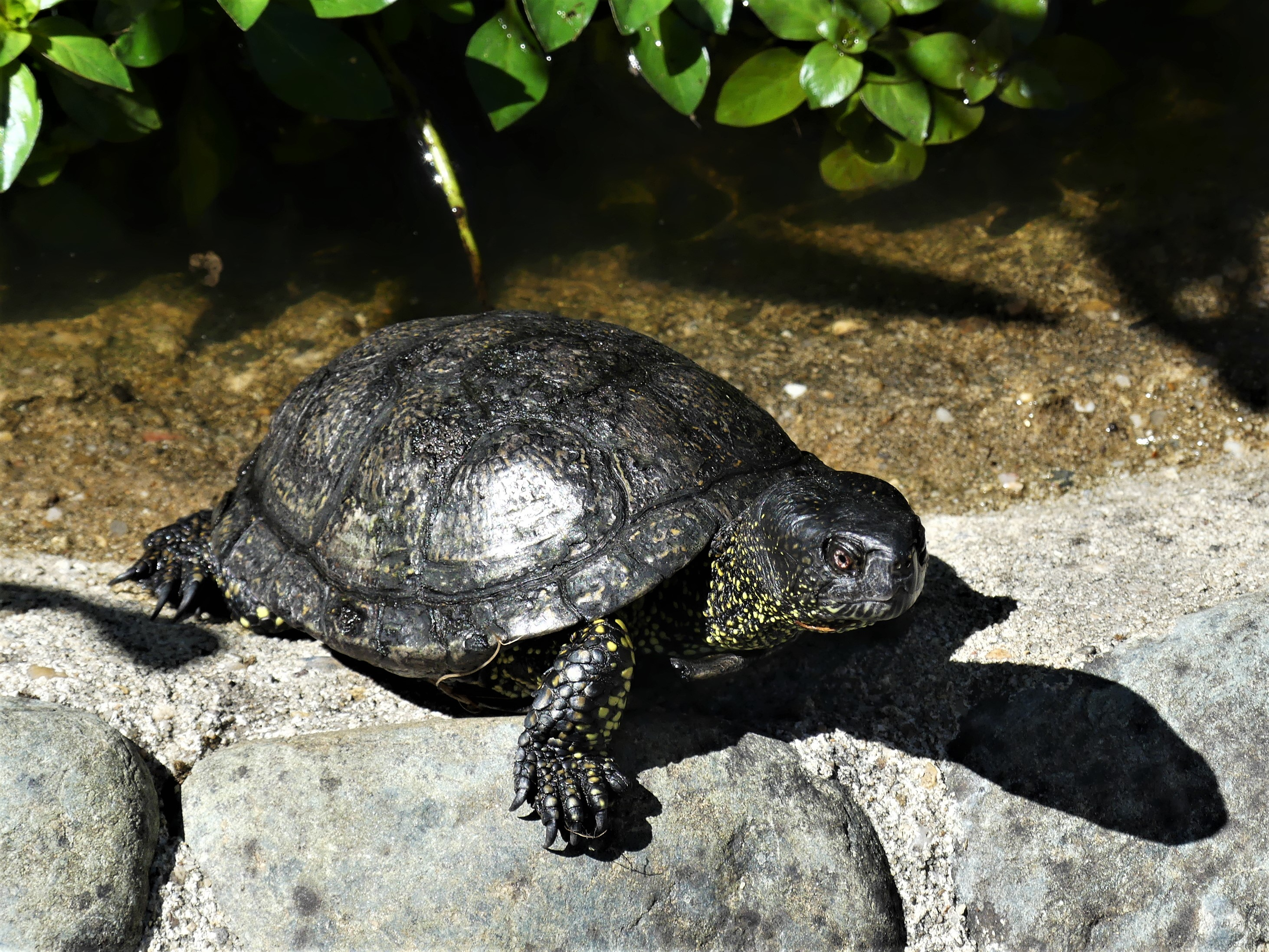
Cistude.

## Flore recensée
Trois espèces déterminantes de plantes ont été recensées sur la ZNIEFF : la Colchique d'automne (Colchicum autumnale), la Droséra à feuilles rondes (Drosera rotundifolia) et la Fritillaire pintade (Fritillaria meleagris).
Par ailleurs, quatre genres de plantes :  Carex (Carex), Ronces (Rubus), Saule (Salix) et Sphaignes (Sphagnum) y ont été recensés — sans précision de la ou des espèces présentes sur le site — et 76 espèces végétales y ont été répertoriées,, : l'Ache nodiflore (Apium nodiflorum), l'Ancolie commune (Aquilegia vulgaris), l'Agrostide commune (Agrostis capillaris), l'Ajonc d'Europe (Ulex europaeus), Ajonc nain (Ulex minor), l'Asphodèle blanc (Asphodelus albus), l'Aubépine à un style (Crataegus monogyna), l'Aulne glutineux (Alnus glutinosa), l'Avoine de Thore (Arrhenatherum longifolium), le Bouleau verruqueux (Betula pendula), la Bourdaine (Frangula alnus), la Bruyère à balais (Erica scoparia), la Bruyère cendrée (Erica cinerea), la Bruyère ciliée (Erica ciliaris), le Buis commun (Buxus sempervirens), la Callune (Calluna vulgaris), la Capillaire des murailles (Asplenium trichomanes), la Centaurée noire (Centaurea nigra), le Charme commun (Carpinus betulus), le Châtaignier commun (Castanea sativa), le Chêne pédonculé (Quercus robur), le Chêne pubescent (Quercus pubescens), le Chèvrefeuille des bois (Lonicera periclymenum), le Choin noirâtre (Schoenus nigricans), le Cormier (Sorbus domestica), le Cornouiller sanguin (Cornus sanguinea), le Dompte-venin officinal (Vincetoxicum hirundinaria), le Dryoptéris des chartreux (Dryopteris carthusiana), l'Écuelle d'eau (Hydrocotyle vulgaris), l'Érable champêtre (Acer campestre), l'Érable de Montpellier (Acer monspessulanum), l'Érable plane (Acer platanoides), l'Eupatoire à feuilles de chanvre (Eupatorium cannabinum), la Fougère aigle (Pteridium aquilinum), le Fragon petit-houx (Ruscus aculeatus), le Frêne élevé (Fraxinus excelsior), la Garance voyageuse (Rubia peregrina), le Genévrier commun (Juniperus communis), la Grassette du Portugal (Pinguicula lusitanica), le Grémil pourpre bleu (Buglossoides purpurocaerulea), le Hêtre commun (Fagus sylvatica), le Houx (Ilex aquifolium), l'Iris faux acore (Iris pseudacorus), le Jonc bulbeux (Juncus bulbosus), le Jonc des crapauds (Juncus bufonius), le Jonc à tépales aigus (Juncus acutiflorus), la Laîche cuivrée (Carex otrubae), la Laîche puce (Carex pulicaris), le Lierre grimpant (Hedera helix), le Lierre terrestre (Glechoma hederacea), la Lobélie brûlante (Lobelia urens), la Lysimaque commune (Lysimachia vulgaris), la Mélique uniflore (Melica uniflora), le Millepertuis des marais (Hypericum elodes), la Molinie bleue (Molinia caerulea), le Mouron délicat (Anagallis tenella), le Muscari à toupet (Leopoldia comosa), le Nénuphar jaune (Nuphar lutea), le Nerprun alaterne (Rhamnus alaternus), le Noisetier (Corylus avellana), l'Œil-de-perdrix (Silene flos-cuculi), l'Orchis pyramidal (Anacamptis pyramidalis), l'Orchis tacheté (Dactylorhiza maculata), l'Orchis verdâtre (Platanthera chlorantha), l'Ornithogale des Pyrénées (Ornithogalum pyrenaicum), le Pin maritime (Pinus pinaster), le Potamot à feuilles de Renouée (Potamogeton polygonifolius), le Prunellier (Prunus spinosa), la Pulmonaire officinale (Pulmonaria officinalis), la Salicaire commune ( Lythrum salicaria), le Saule à feuilles d'olivier (Salix acuminata), le Saule à oreillettes (Salix aurita), le Scirpe à nombreuses tiges (Eleocharis multicaulis), la  Scolopendre (Asplenium scolopendrium), la Succise des prés (Succisa pratensis) et le Troène commun (Ligustrum vulgare).
Parmi les plantes présentes sur le site, le Fragon petit-houx (Ruscus aculeatus)  est protégé au titre de la Directive habitats de l'UE, ainsi que le genre des Spaignes et la Droséra à feuilles rondes est protégée sur l'ensemble du territoire français.

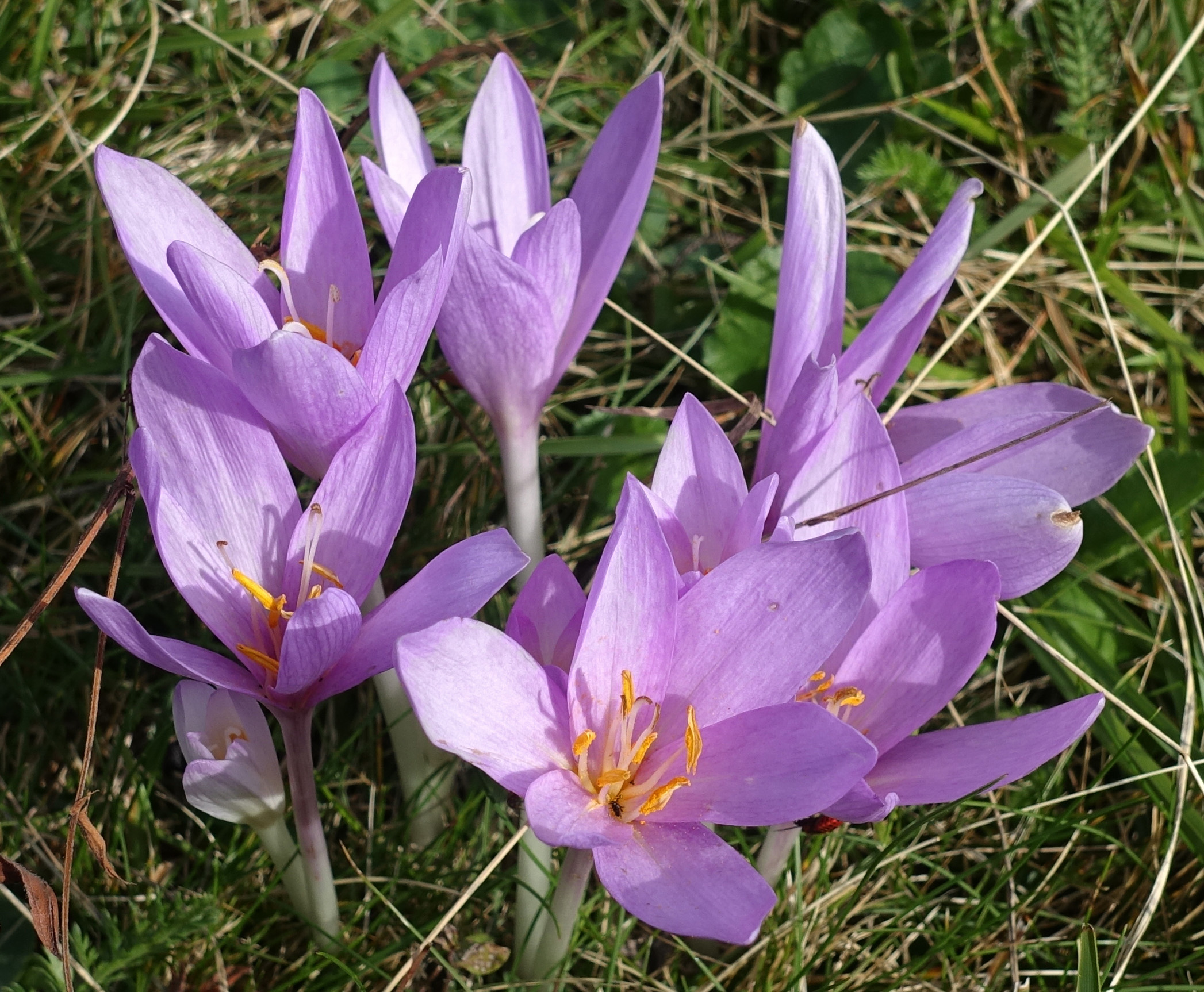
Colchiques d'automne.
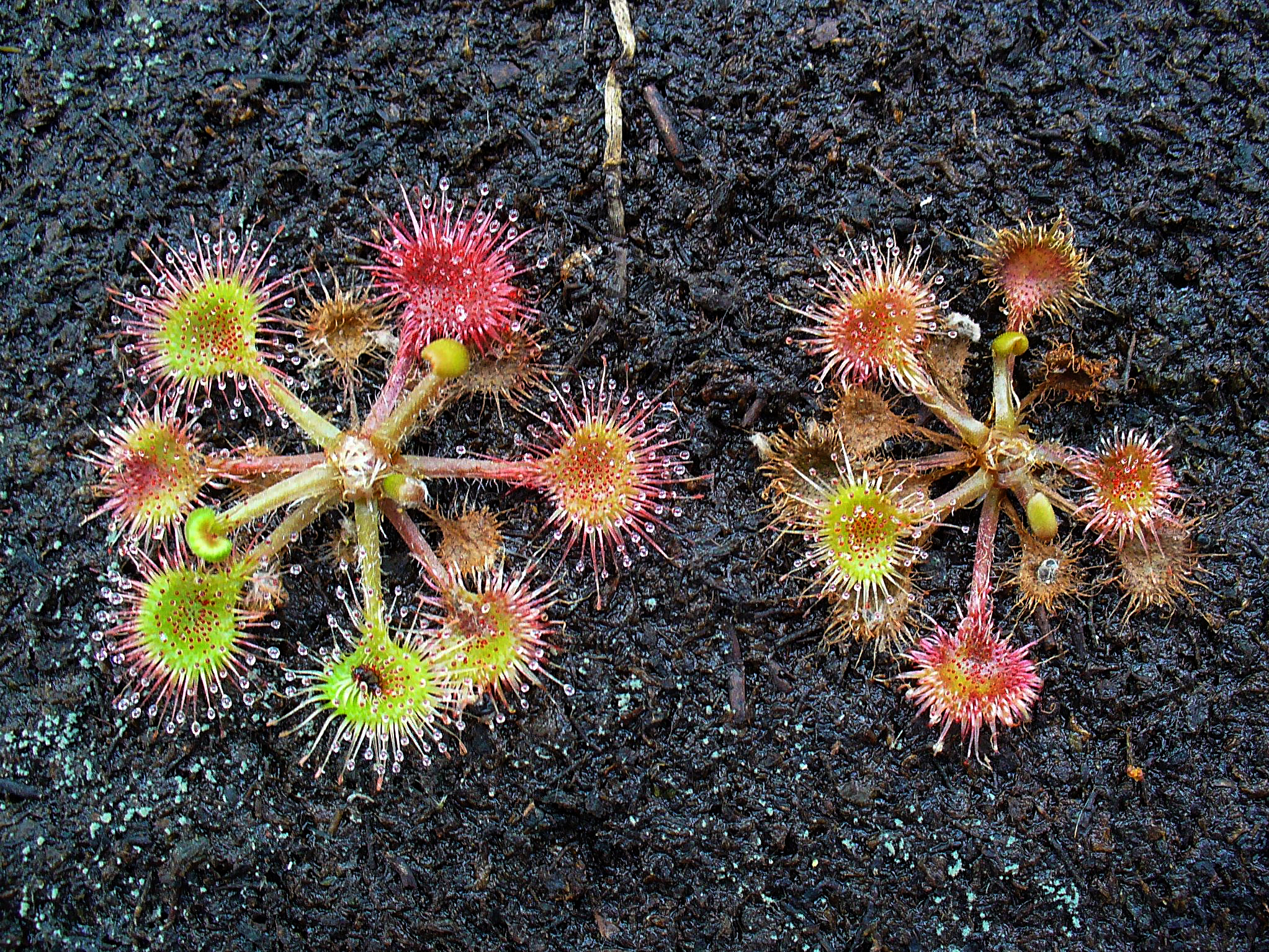
Droséra à feuilles rondes.
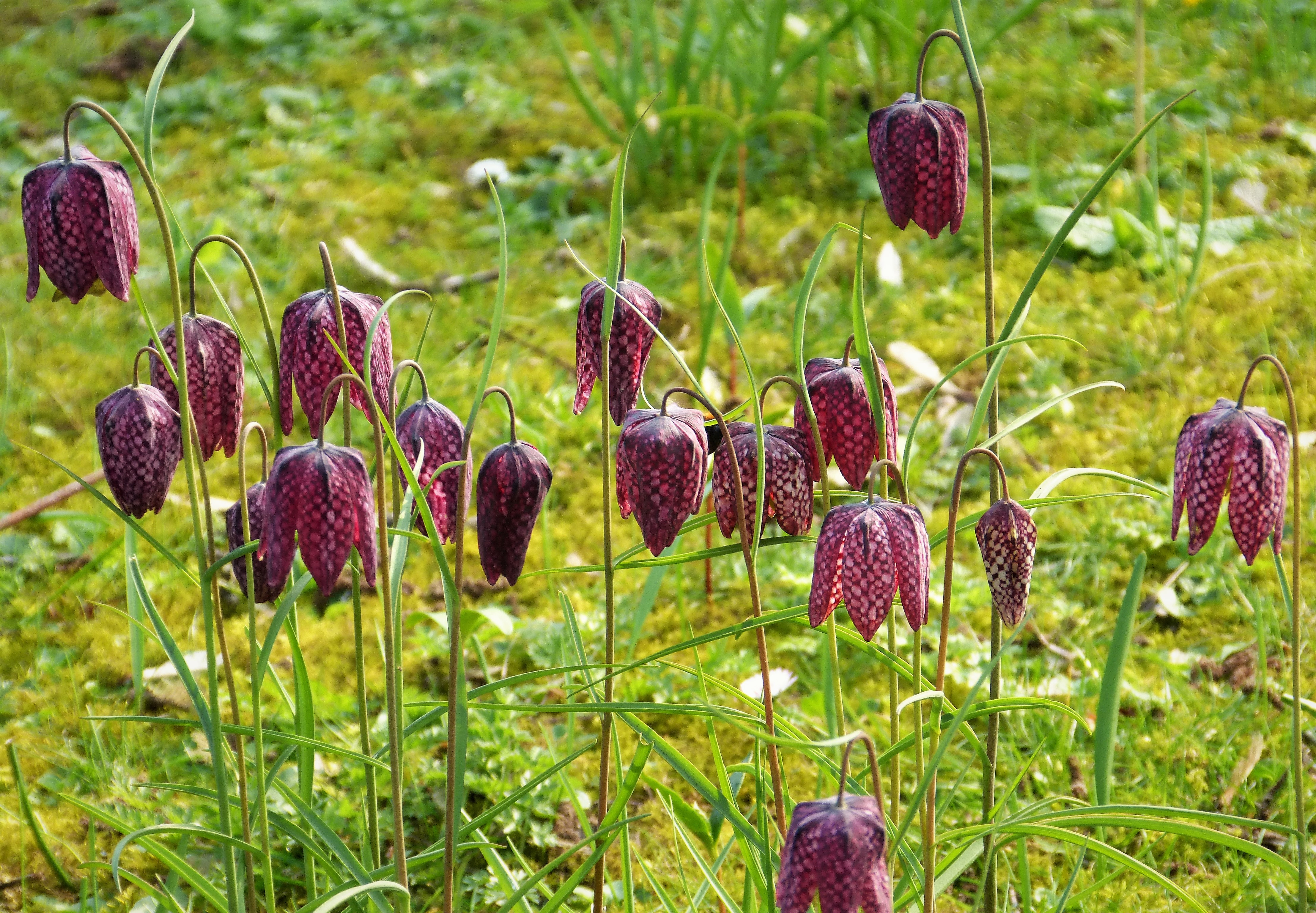
Fritillaires pintades.
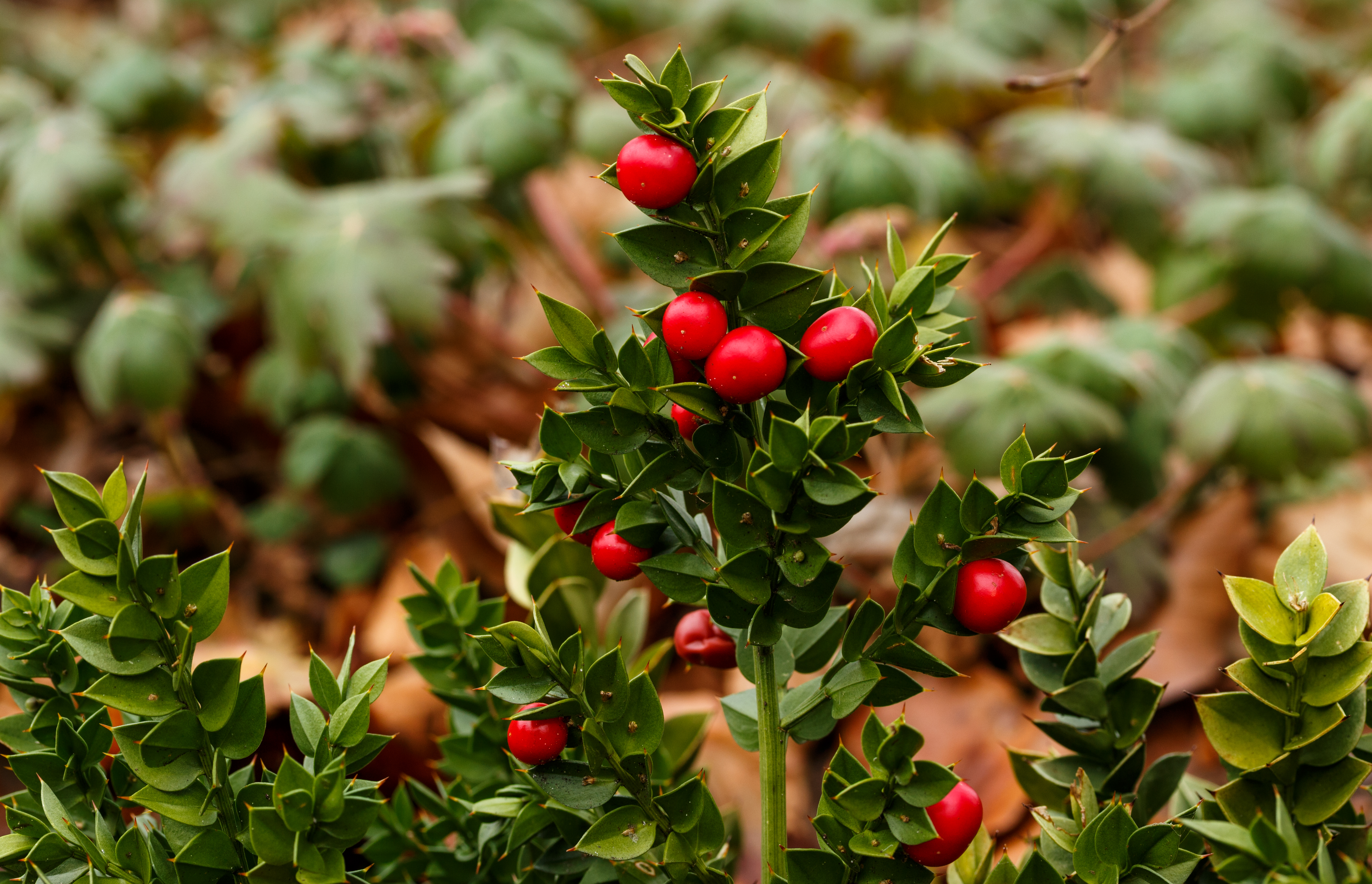
Fragon petit-houx.
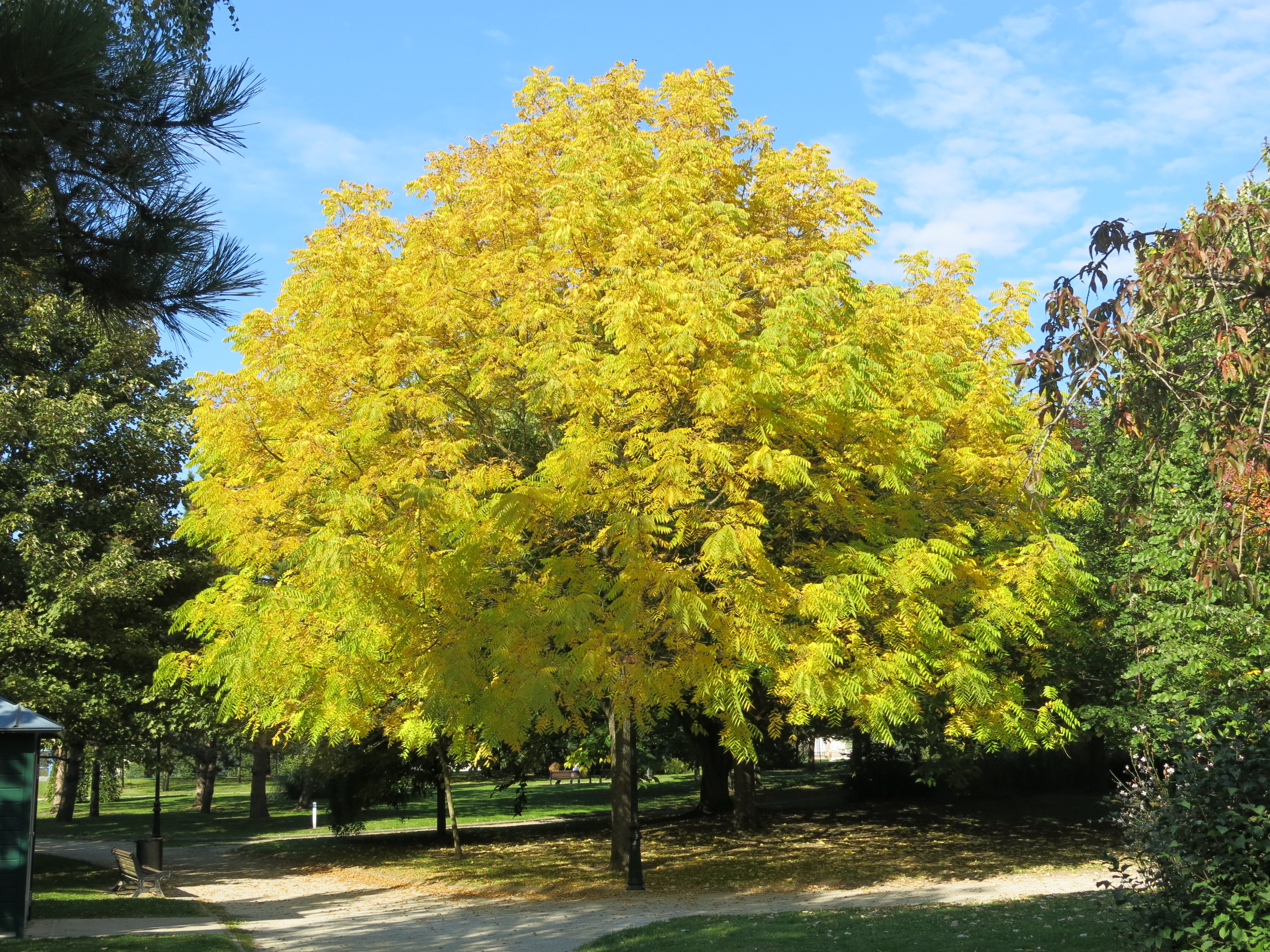
Frêne élevé.